# Declaración de Independencia de los Estados Unidos
La Declaración de Independencia de los Estados Unidos de América (cuyo título oficial es The unanimous Declaration of the thirteen united States of America) es un documento redactado por el segundo Congreso Continental —en la Cámara Estatal de Pensilvania (ahora Salón de la Independencia) en Filadelfia el 4 de julio de 1776— que proclamó que las Trece Colonias norteamericanas —entonces en guerra con el Reino de Gran Bretaña— se habían autodefinido como trece nuevos Estados soberanos e independientes y ya no reconocían el dominio británico; en su lugar, formaron una nueva nación: los Estados Unidos. John Adams fue uno de los políticos que emprendió el proceso de independencia, aprobado el 2 de julio por el Congreso en pleno sin oposición. Un comité (el Comité de los Cinco) se encargó de redactar la declaración formal, la cual se presentó cuando el Congreso votó sobre la misma dos días después.

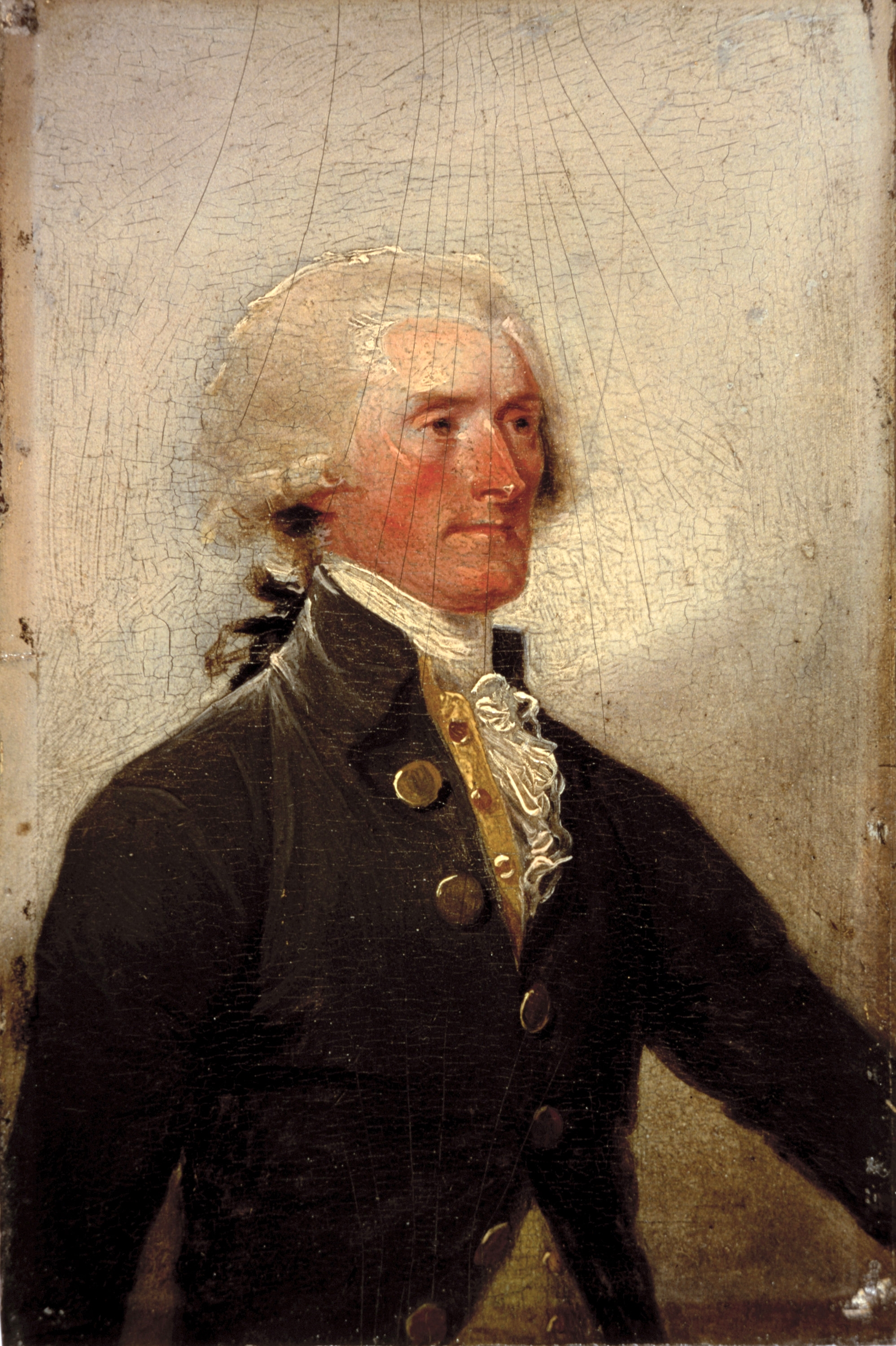
Thomas Jefferson fue el autor principal de la Declaración.

Adams persuadió al comité para que se encomendase a Thomas Jefferson la tarea de dirigir la redacción del borrador original del documento, que el Congreso editó para producir la versión final. La Declaración era fundamentalmente una explicación formal de por qué el Congreso rompió sus lazos políticos con Gran Bretaña el 2 de julio, más de un año después del estallido de la Revolución estadounidense. Al día siguiente, Adams escribió a su esposa Abigail: «El segundo día de julio de 1776 será la época más memorable en la historia de América». Sin embargo, el Día de la Independencia se celebra dos días después, fecha en la que se aprobó.
El 4 de julio —luego de ratificar el texto— el Congreso difundió la Declaración en varias formas. Inicialmente se publicó en el volante de John Dunlap, que era ampliamente distribuido y leído al público. La copia original utilizada para esta impresión se ha perdido y pudo haber estado en manos de Jefferson. El borrador original con las correcciones de Adams y Benjamin Franklin y las notas adicionales de Jefferson sobre los cambios realizados por el Congreso se conserva en la Biblioteca del Congreso. La versión más conocida de la Declaración —una copia firmada que se considera popularmente como el documento oficial— se exhibe en los Archivos Nacionales en Washington D. C. Esta copia manuscrita fue solicitada por el Congreso el 19 de julio y firmada el 2 de agosto.
El contenido y la interpretación de la Declaración han sido objeto de mucha investigación académica. Por ejemplo, el documento justificaba la independencia de los Estados Unidos al enumerar los reclamos coloniales contra el rey Jorge III y afirmaba ciertos derechos naturales y legales, incluido el derecho de revolución. Una vez cumplida su misión original de anunciar la independencia, las referencias al texto de la Declaración fueron escasas en los años siguientes. Abraham Lincoln la hizo pieza central de su retórica (como en el discurso de Gettysburg de 1863) y sus políticas. Desde entonces, se ha convertido en una conocida reivindicación sobre los derechos humanos, en particular su segunda oración:

We hold these truths to be self-evident, that all men are created equal, that they are endowed by their Creator with certain unalienable Rights, that among these are Life, Liberty and the pursuit of Happiness.
Sostenemos como evidentes estas verdades: que los hombres son creados iguales; que son dotados por su Creador de ciertos derechos inalienables; que entre estos están la vida, la libertad y la búsqueda de la felicidad.

Esta última ha sido calificada como «una de las frases más conocidas en el idioma inglés» y que contiene «las palabras más potentes y consecuentes en la historia estadounidense». El pasaje llegó a representar un modelo moral que los Estados Unidos debían esforzarse por cumplir y dicho punto de vista fue promovido notablemente por Lincoln, quien consideró que la Declaración era el fundamento de su filosofía política y sostuvo que era una proclamación de principios a través de la cual debe interpretarse la Constitución de los Estados Unidos.
La Declaración de Independencia de los Estados Unidos inspiró muchos otros documentos similares en otros países y sus ideas ganaron adhesión en los Países Bajos, el Caribe, Hispanoamérica, los Balcanes, África Occidental y Europa Central en los años anteriores a 1848. Gran Bretaña no reconoció la independencia de sus excolonias hasta que la guerra llegó a un punto muerto. El Tratado de París de 1783 puso fin a las hostilidades y consumó la Revolución estadounidense.

## Contexto histórico
Antes de que el acta de emancipación fuese aprobada en julio de 1776, las Trece Colonias y el Reino de Gran Bretaña habían estado en guerra durante más de un año. Las relaciones entre ambas se habían deteriorado desde 1763. El Parlamento británico promulgó una serie de medidas para aumentar los impuestos en las colonias, como la ley del sello de 1765 y las leyes de Townshend de 1767. Dicho órgano legislativo consideró que estas normas eran un medio legítimo para que las colonias pagaran una cuota justa por los costos de mantenerlas en el Imperio británico.
Sin embargo, muchos colonos habían desarrollado un concepto diferente del imperio. Las colonias no estaban directamente representadas en el Parlamento y los colonos argumentaban que ese órgano legislativo no tenía derecho para asignarles impuestos. Esta disputa fiscal formaba parte de una mayor divergencia entre las interpretaciones británicas y americanas de la Constitución de Gran Bretaña y el alcance de la autoridad del Parlamento en las colonias. El punto de vista ortodoxo de los británicos —que databa de la Revolución Gloriosa de 1688— defendía que el Parlamento contaba con autoridad suprema en todo el imperio y, por extensión, todo lo que el Parlamento hacía era constitucional. No obstante, en las colonias se había desarrollado la idea de que la Constitución británica reconocía ciertos derechos fundamentales que el gobierno no podía violar, ni siquiera el Parlamento. Después de las leyes de Townshend, algunos ensayistas incluso comenzaron a cuestionar si el Parlamento tenía alguna jurisdicción legítima en las colonias. Anticipando la creación de la Mancomunidad de Naciones, en 1774 los literatos norteamericanos —entre ellos Samuel Adams, James Wilson y Thomas Jefferson— discutían si la autoridad del Parlamento se limitaba solo a Gran Bretaña y que las colonias —que contaban con sus propias legislaturas— deberían relacionarse con el resto del imperio únicamente por su lealtad a la Corona.

### Convocatoria del Congreso

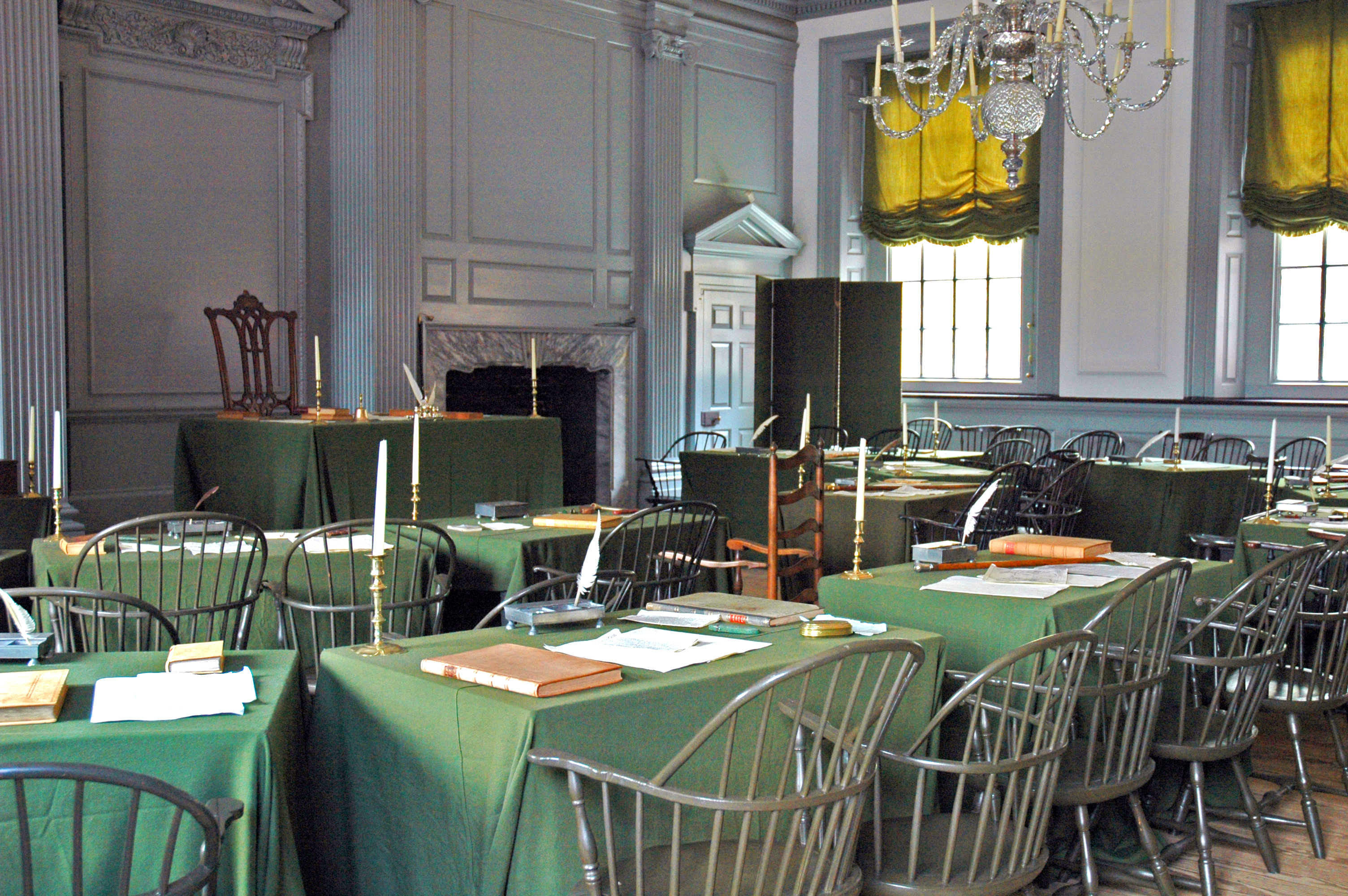
El Pleno de la Asamblea en el Salón de la Independencia (Filadelfia), donde el segundo Congreso Continental aprobó la Declaración de Independencia.

El tema de la autoridad del Parlamento en las colonias se transformó en una crisis política después de que en 1774 ese órgano legislativo aprobó las leyes coercitivas (conocidas como leyes intolerables en las colonias) para castigar a la provincia de la bahía de Massachusetts por el motín del té en Boston el año anterior. Muchos colonos consideraron que las leyes coercitivas eran una violación de la Constitución británica y, por tanto, una amenaza para las libertades de toda la América británica. En septiembre de 1774, el primer Congreso Continental se reunió en Filadelfia para coordinar una respuesta. En esa asamblea se organizó un boicot de bienes británicos y solicitó al rey la anulación de las leyes. Estas medidas fracasaron porque el rey Jorge III y el gobierno del primer ministro Frederick North estaban decididos a no ceder con la supremacía parlamentaria. De hecho, en noviembre de 1774 el monarca escribió a North diciéndole «los puñetazos decidirán si están sometidos a este país o [elegirán ser] independientes» (blows must decide whether they are to be subject to this country or independent).
La mayoría de los colonos esperaba una reconciliación con la metrópoli, incluso después de que la guerra revolucionaria comenzó en Lexington y Concord en abril de 1775. El segundo Congreso Continental se reunió en la Cámara Estatal de Pensilvania en Filadelfia en mayo de 1775 y algunos representantes esperaban la consiguiente independencia, pero no se discutió en declararla. Aunque muchos colonos ya no creían que el Parlamento tenía soberanía sobre ellos, seguían profesando lealtad a Jorge III y esperaban que intercediera en su favor. A finales de 1775 se desilusionaron cuando el rey rechazó la segunda petición del Congreso, emitió una proclamación de rebelión y anunció ante el Parlamento el 26 de octubre que estaba considerando «ofertas amistosas de ayuda extranjera» para reprimir la sublevación. Una minoría proamericana en el Parlamento advirtió que el gobierno central estaba alentando a los colonos a la independencia.

## Hacia la independencia
Un panfleto de Thomas Paine, El sentido común (Common Sense), fue publicado en enero de 1776, al mismo tiempo en que quedó claro en las colonias que el rey no estaba dispuesto a actuar como conciliador. Paine se había asentado en las colonias y defendía la independencia colonial, el republicanismo como alternativa a la monarquía y su sistema hereditario. El sentido común no introdujo nuevas ideas y probablemente tuvo poco efecto directo en el Congreso y sus razones para la independencia; su importancia radica en que estimuló el debate público sobre un tema que pocos se habían atrevido a hablar abiertamente. El apoyo a la emancipación aumentó constantemente después de la publicación del panfleto de Paine.
Las esperanzas por la reconciliación comenzaron a disminuir entre los colonos, pues a principios de 1776 el apoyo público a la independencia se había fortalecido. En febrero de ese año se enteraron de la aprobación de la Ley Prohibitiva en el Parlamento que estableció el bloqueo de los puertos norteamericanos y declaró que los buques coloniales eran barcos enemigos. John Adams —un fuerte partidario de la independencia— creyó que el Parlamento había declarado efectivamente la independencia antes de que el Congreso hubiera hecho algo y señaló a la Ley Prohibitiva como el «Acta de Independencia», calificándola de «un desmembramiento completo del Imperio británico» (a compleat Dismemberment of the British Empire). El apoyo para declarar la independencia creció aún más cuando se confirmó que el rey Jorge III había contratado mercenarios alemanes (alrededor de 30 000 en el transcurso de la guerra) para atacar a sus súbditos norteamericanos.

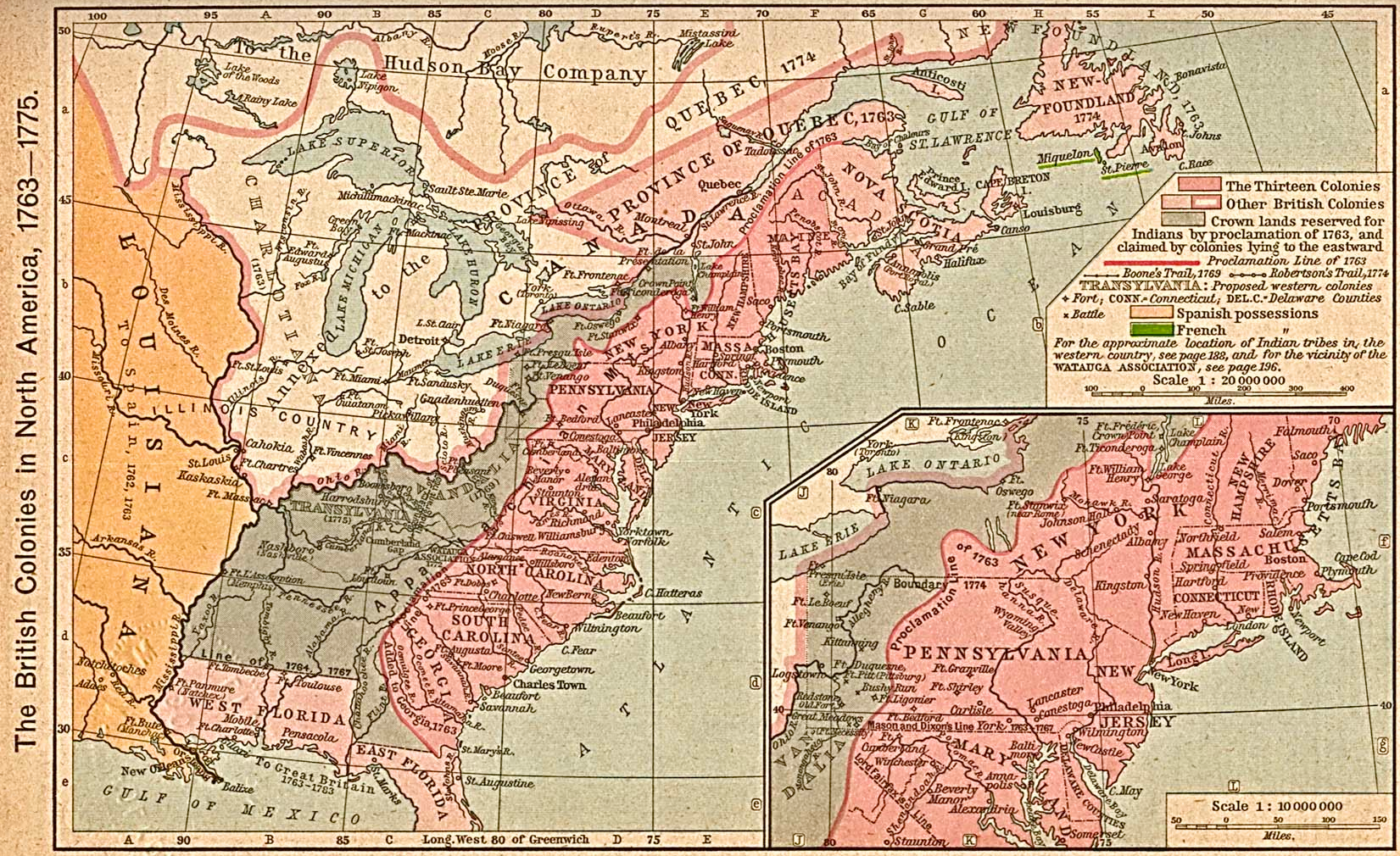
Mapa de las colonias británicas de América del Norte (1763-1776).

A pesar de este creciente respaldo popular a la independencia, el Congreso carecía de la autoridad para declararla. Los representantes fueron elegidos al Congreso por trece gobiernos diferentes —que incluían convenciones fuera de la legalidad, comités ad hoc y asambleas democráticas— y estaban obligados a cumplir únicamente con las funciones que se les había asignado. Independientemente de sus opiniones personales, los representantes no podían votar para declarar la independencia a menos que sus instrucciones permitieran tal acción. De hecho, algunas colonias prohibieron expresamente a sus representantes tomar medidas para separarse de Gran Bretaña, mientras que otras les dieron órdenes ambiguas sobre el tema. A medida que la opinión pública favorable a la emancipación crecía, los defensores de la independencia buscaron la revisión de las órdenes de los representantes. Para que el Congreso pudiera declarar la independencia, la mayoría de las delegaciones necesitaría autorización para votar a favor de ese asunto y, al menos, un gobierno colonial tendría que instruir (o dar permiso) específicamente a su delegación para proponer una declaración de independencia en el Congreso. Entre abril y julio de 1776, se emprendió una «guerra política compleja» para lograr ese objetivo.

### Revisión de las instrucciones
En medio de la campaña por revisar las órdenes de los representantes al Congreso, muchos colonos expresaron formalmente su apoyo a la separación en varias declaraciones de independencia simultáneas a nivel estatal y local. La historiadora Pauline Maier identificó más de noventa proclamaciones de este tipo emitidas en las Trece Colonias desde abril hasta julio de 1776. Estas «declaraciones» tenían diferencias significativas. Algunas eran instrucciones escritas formales para las delegaciones al Congreso, como las resoluciones de Halifax del 12 de abril en las que Carolina del Norte se convirtió en la primera colonia en autorizar explícitamente a sus representantes a votar por la independencia. Otras fueron decretos legislativos que rompieron oficialmente con el gobierno británico, como la legislatura de Rhode Island que declaró su independencia el 4 de mayo (la primera colonia en hacerlo). El resto eran resoluciones adoptadas en asambleas ciudadanas y reuniones de condado que ofrecían apoyo a la independencia; unas cuantas aparecieron en forma de órdenes judiciales, como la sentencia publicada de William Henry Drayton, juez presidente de Carolina del Sur: «La ley terrenal me autoriza a declarar [...] que Jorge III, rey de Gran Bretaña [...,] no tiene autoridad sobre nosotros y no le debemos obediencia» (the law of the land authorizes me to declare... that George the Third, King of Great Britain... has no authority over us, and we owe no obedience to him). La mayoría de estas proclamaciones son poco conocidas y han quedado eclipsadas por la Declaración aprobada en el Congreso Continental el 2 de julio y firmada el 4 de julio.
Algunas colonias rechazaron respaldar la independencia. La resistencia se centró en las colonias de Nueva York, Nueva Jersey, Maryland, Pensilvania y Delaware. Los defensores de la independencia centraron su esfuerzo en Pensilvania, pues si esa colonia se volcaba a la causa proindependentista entonces las demás la seguirían. Sin embargo, el 1 de mayo los opositores conservaron el control de la Asamblea Provincial de Pensilvania en una elección especial que se centró en la cuestión de la independencia. En respuesta, el 10 de mayo John Adams y Richard Henry Lee presentaron un borrador de resolución en el Congreso que solicitaba a las colonias sin un «gobierno adecuado para [cumplir] las exigencias de sus asuntos» elegir nuevos gobiernos. La moción fue aprobada unánimemente e incluso fue apoyada por John Dickinson —líder de la facción antindependentista de Pensilvania en el Congreso—, quien creyó que no se aplicaba en su colonia.

### Preámbulo del 15 de mayo
Como era costumbre, el Congreso nombró un comité para redactar un preámbulo que explicaría el propósito de la resolución. Principalmente compuesto por Adams, el texto afirmaba que, debido a que el rey Jorge III rechazó la reconciliación y estaba contratando mercenarios extranjeros para irrumpir en las colonias, «es necesario que se suprima completamente el ejercicio de cualquier clase de autoridad bajo esa Corona». El preámbulo de Adams tenía por objeto alentar el derrocamiento de los gobiernos de Pensilvania y Maryland, que todavía estaban bajo el control de propietarios coloniales. El Congreso aprobó el escrito el 15 de mayo después de varios días de deliberación, pero cuatro de las colonias votaron en contra y la delegación de Maryland salió de la sala en protesta. Adams consideró que su preámbulo era efectivamente una declaración de independencia, aunque todavía debía presentarse como un documento formal.

### Resolución de Lee
El mismo día que el Congreso aprobó el preámbulo de Adams, la Convención de Virginia sentó las bases para una declaración oficial de independencia en el Congreso. El 15 de mayo, la convención instruyó a su delegación al Congreso «proponer a ese respetado cuerpo declarar a las colonias unidas Estados libres e independientes, liberados de cualquier lealtad o dependencia de la Corona o el Parlamento de Gran Bretaña». De acuerdo con esas órdenes, Richard Henry Lee presentó una resolución de tres partes en el Congreso el 7 de junio. La moción fue secundada por John Adams e incluso invitó al Congreso a declarar ese mismo día la independencia, formar alianzas extranjeras y preparar un plan de confederación colonial. La parte de la resolución relativa a la emancipación dice:

Resolved, that these United Colonies are, and of right ought to be, free and independent States, that they are absolved from all allegiance to the British Crown, and that all political connection between them and the State of Great Britain is, and ought to be, totally dissolved.
Resolvemos, que estas Colonias Unidas son, y deben serlo por derecho, Estados libres e independientes, que quedan libres de toda lealtad a la Corona británica, y que toda vinculación política entre ellas y el Estado de la Gran Bretaña queda, y debe quedar, disuelta totalmente.

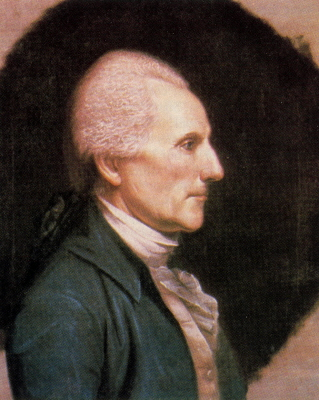
Richard Henry Lee, creador del instrumento legal que hizo efectiva la independencia.

La resolución de Lee encontró resistencia en el debate subsiguiente. Los opositores admitieron que la reconciliación era improbable con Gran Bretaña, pero al tiempo que consideraron que la declaración de independencia era prematura y la obtención de asistencia extranjera debía tener prioridad. Los defensores argumentaron que los gobiernos extranjeros no intervendrían en una disputa interna en territorio británico, por lo que era necesaria una proclamación formal de independencia antes de que fuera posible esa opción. Insistieron en que lo único que el Congreso Continental debía hacer era «declarar un hecho que ya existe» (declare a fact which already exists). Sin embargo, los representantes de Pensilvania, Delaware, Nueva Jersey, Maryland y Nueva York aún no estaban autorizados a votar por la independencia y algunos amenazaron con abandonar el Congreso si se aprobaba la resolución. Por tanto, el 10 de junio el Congreso decidió posponer la deliberación de la resolución de Lee por tres semanas. Hasta entonces, el Congreso determinó que un comité debería preparar un documento que anunciaba y explicaba la independencia en caso de que la resolución de Lee fuese aprobada cuando se volviera discutir en julio.

### Últimas autorizaciones
El apoyo a una declaración de independencia del Congreso se consolidó en las últimas semanas de junio de 1776. El 14 de junio, la Asamblea de Connecticut instruyó a sus delegados a proponer la independencia y, al día siguiente, las legislaturas de Nuevo Hampshire y Delaware también autorizaron a sus representantes. En Pensilvania, las disputas políticas terminaron con la disolución del parlamento colonial y la creación de la Conferencia de Comités —dirigida por Thomas McKean— que  el 18 de junio autorizó a los delegados de Pensilvania a declarar la independencia. El 15 de junio, el Congreso Provincial de Nueva Jersey —que gobernaba provisionalmente desde enero de 1776— decidió que el gobernador colonial William Franklin era «un enemigo de las libertades de este país» (an enemy to the liberties of this country) y ordenó su arresto. El 21 de junio, eligieron nuevos delegados al Congreso y les acreditaron para apoyar una proclamación de independencia.
Hacia fines de junio, Maryland y Nueva York seguían sin autorizar a sus delegados. Anteriormente, los representantes de Maryland se habían retirado cuando el Congreso Continental aprobó el preámbulo de Adams el 15 de mayo y solicitaron nuevas órdenes a la Convención de Annapolis. El 20 de mayo, esa asamblea rechazó el preámbulo de Adams y dictó a sus delegados oponerse a la independencia. Sin embargo, el representante Samuel Chase regresó a Annapolis y, enseñándoles las resoluciones locales en favor de la independencia, logró que la convención cambiara de opinión el 28 de junio. Solo los delegados de Nueva York no pudieron recibir nuevas instrucciones. El 8 de junio, cuando el Congreso Continental estaba considerando la resolución de independencia, el presidente del Congreso Provincial de Nueva York les dijo a los representantes que esperaran, pero el 30 de junio esta asamblea ordenó la evacuación de Nueva York cuando las tropas británicas se aproximaron y no volvieron a reunirse hasta el 10 de julio. Esto significó que los delegados de Nueva York no estarían autorizados a declarar la independencia hasta que el Congreso lo permitiera.

## Redacción del borrador y aprobación

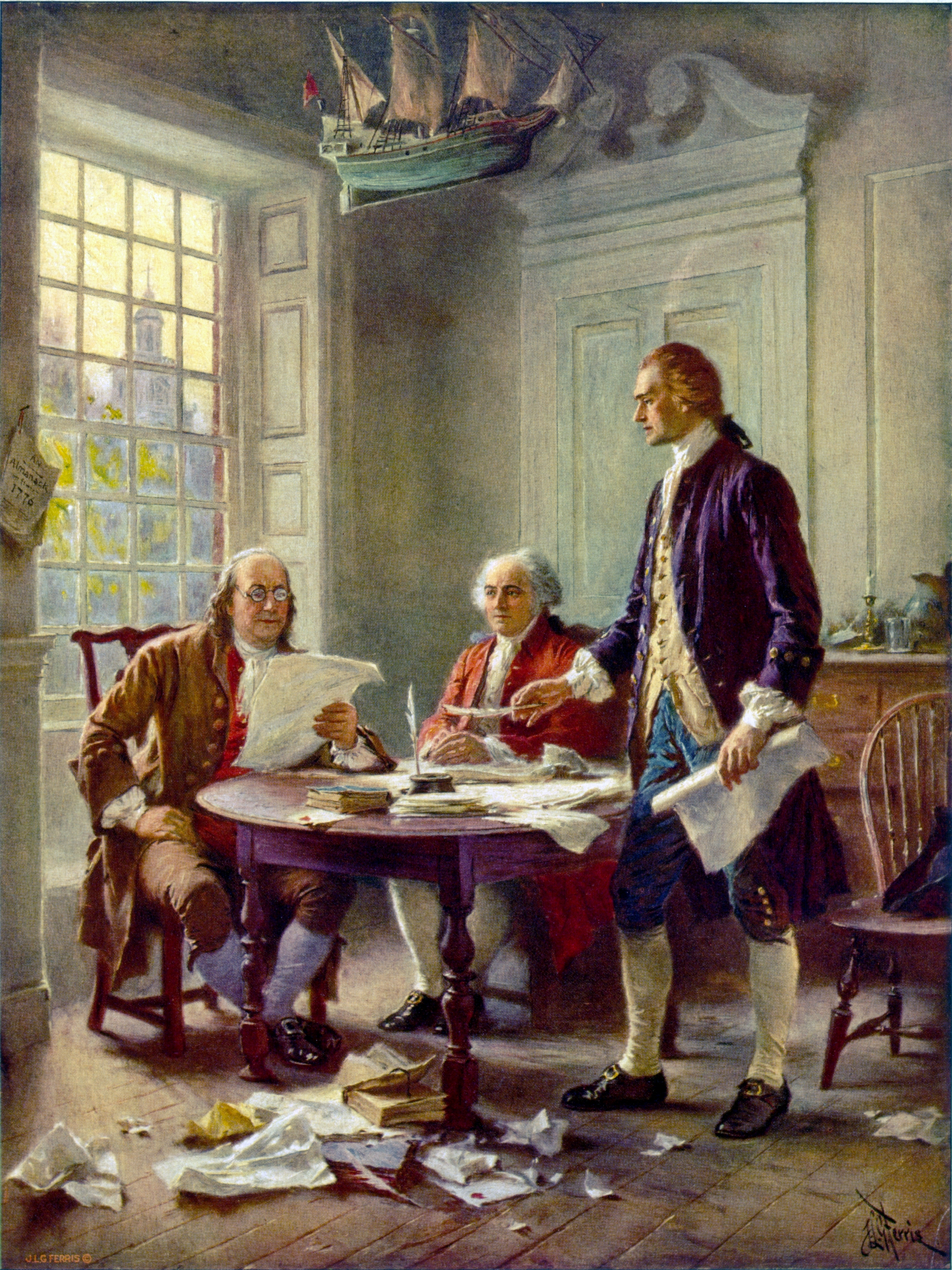
Esta representación idealizada fue reimpresa muchas veces; en ella aparecen (de izquierda a derecha) Franklin, Adams y Jefferson trabajando en la Declaración (Jean Leon Gerome Ferris, 1900).

Mientras se desarrollaban las mencionadas maniobras políticas que consolidaron el proceso independentista en las legislaturas estatales, se estaba redactando un documento que explicaría la decisión. El 11 de junio de 1776, el Congreso designó un «Comité de los Cinco» para esa tarea, compuesto por John Adams (Massachusetts), Benjamin Franklin (Pensilvania), Thomas Jefferson (Virginia), Robert R. Livingston (Nueva York) y Roger Sherman (Connecticut). El comité no dejó actas de reunión, por lo que hay cierta incertidumbre sobre cómo se desarrolló el proceso de redacción. Años después, algunos documentos de Jefferson y Adams explicaron parte de las reuniones, aunque no son fiables son citados con frecuencia en la bibliografía. Lo cierto es que el comité discutió el esquema general que el documento debía seguir y acordó que Jefferson escribiría el primer borrador. Los miembros del comité en general y Jefferson en particular, pensaron que Adams debía escribir el documento, pero este último convenció al comité de elegir a Jefferson y prometió revisarlo personalmente. Al considerar la apretada agenda del Congreso, Jefferson probablemente tenía poco tiempo para escribir durante los próximos diecisiete días y también tuvo que escribir el borrador rápidamente. Luego consultó a sus compañeros, hizo algunos cambios y produjo otro borrador que incorporaba esas correcciones. El comité presentó este ejemplar al Congreso el 28 de junio de 1776. El título del documento era «Una declaración de los representantes de los Estados Unidos de América, reunidos en Congreso General».
El presidente del Congreso ordenó que el borrador «descanse sobre la mesa» (lie on the table o que pospone o suspende su consideración en el pleno). Durante dos días, el Congreso editó metódicamente el documento principal de Jefferson, eliminaron una cuarta parte del texto, quitaron palabras innecesarias y mejoraron la estructura de las oraciones. El Congreso retiró la afirmación de Jefferson de que Gran Bretaña había introducido forzosamente el comercio de esclavos africanos en las colonias, a fin de moderar el documento y apaciguar a los británicos que apoyaban a la Revolución. Jefferson escribió que el Congreso había «mutilado» (mangled) su versión preliminar, pero, en palabras de su biógrafo John Ferling, el producto final fue «el majestuoso documento que inspiró a los contemporáneos y la posteridad».

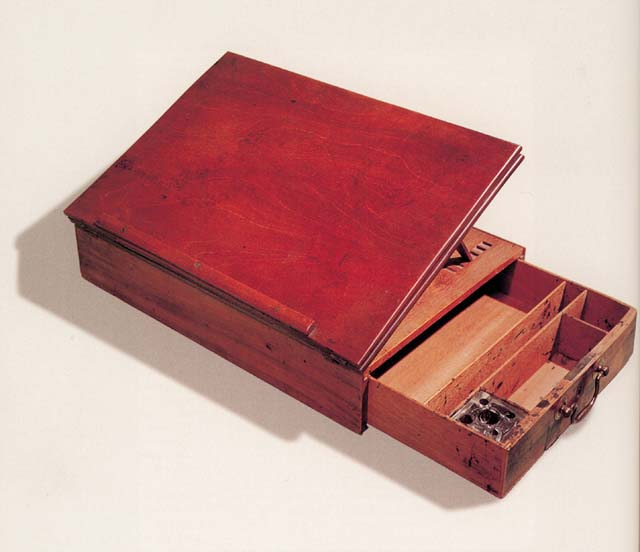
Escritorio portátil que Jefferson utilizó para redactar el borrador de la Declaración de Independencia.

El lunes 1 de julio, después de haber presentado el borrador de la declaración, el Congreso se transformó en un comité plenario —presidido por Benjamin Harrison (Virginia)— y reanudó el debate sobre la resolución de independencia de Lee. John Dickinson hizo un último esfuerzo por retrasar la decisión, con el argumento que el Congreso no debería declarar la independencia sin antes asegurar una alianza extranjera y finalizar los Artículos de la Confederación. John Adams dio un discurso en respuesta a Dickinson, en el que reafirmó la necesidad de una declaración inmediata.
La votación llegó después de un largo día de discursos. Cada colonia tenía derecho a emitir un voto, pero —a causa de que cada delegación contaba con dos a siete miembros— debían votar entre ellos para determinar la decisión de la colonia representada. Pensilvania y Carolina del Sur votaron en contra. La delegación de Nueva York se abstuvo, pues no tenía permiso para votar por la independencia. Delaware no votó porque la delegación estaba dividida entre Thomas McKean (quien votó sí) y George Read (quien votó no). Las nueve delegaciones restantes votaron a favor de la independencia, lo que significó que la resolución había sido aprobada por el comité plenario. El siguiente paso fue que la resolución fuera sometida a votación por el propio Congreso. Edward Rutledge (Carolina del Sur) se opuso a la resolución de Lee, pero —«deseoso por el consenso» de sus colegas— propuso que la votación se pospusiera hasta el día siguiente.
El 2 de julio, Carolina del Sur revirtió su posición y votó a favor de la independencia. En la delegación de Pensilvania, Dickinson y Robert Morris se abstuvieron y permitieron a la delegación que decidiera (tres contra dos) apoyar de la independencia. El empate en la delegación de Delaware se rompió con la llegada de Caesar Rodney, quien votó a favor de la independencia. La delegación de Nueva York se abstuvo una vez más, ya que aún no estaba autorizada para votar por la independencia (el Congreso Provincial de Nueva York les permitió una semana más tarde). La proclamación de independencia se aprobó con doce votos afirmativos y una abstención a las 6:26 p. m. (hora local). Con esto, las colonias cortaron oficialmente sus lazos políticos con Gran Bretaña. Al día siguiente, John Adams escribió en una carta a su esposa Abigail, en la que expresó que el 2 de julio se convertiría en una gran fiesta a nivel nacional porque pensó que la votación por la independencia sería conmemorada. No consideró que los estadounidenses —incluyéndolo a él— celebrarían el Día de la Independencia en la fecha en que se anunció que el texto del Comité de los Cinco fue aprobado.

I am apt to believe that [Independence Day] will be celebrated, by succeeding Generations, as the great anniversary Festival. It ought to be commemorated, as the Day of Deliverance by solemn Acts of Devotion to God Almighty. It ought to be solemnized with Pomp and Parade, with shews, Games, Sports, Guns, Bells, Bonfires and Illuminations from one End of this Continent to the other from this Time forward forever more.
Creo que [el Día de la Independencia] se celebrará, por generaciones futuras, como el gran festival de aniversario. Debe ser conmemorado, como el día de la liberación por actos solemnes de devoción al Dios Todopoderoso. Debería solemnizarse con pompa y desfile, con espectáculos, juegos, deportes, cañonazos, campanas, hogueras e iluminaciones de un extremo a otro de este continente por siempre.
John Adams a su esposa Abigail, 3 de julio de 1776.

Después de la votación de la resolución de independencia, el Congreso puso su atención en el borrador del Comité de los Cinco. En los siguientes dos días, el Congreso hizo algunos cambios en la redacción y suprimió casi un cuarto del texto y, en la mañana del 4 de julio de 1776, se aprobó el texto de la Declaración de Independencia y se envió a la imprenta para su publicación.

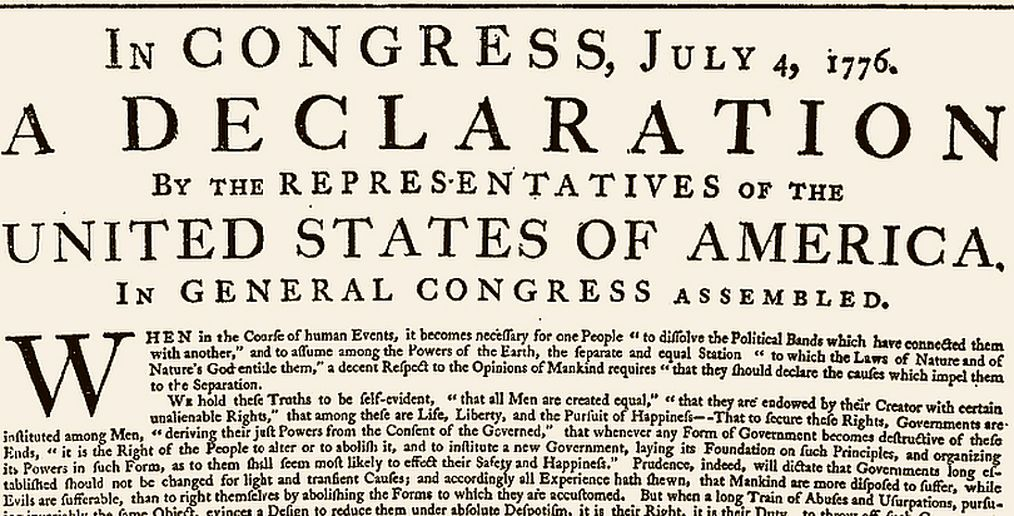
Introducción del documento original de la Declaración, impresa el 4 de julio de 1776 con la supervisión de Jefferson. La copia manuscrita se imprimió después (como se observa en la ficha al principio de este artículo). Téngase en cuenta que los tipos de letra de la introducción difieren entre las dos versiones.

Hay una diferencia en la redacción de la impresión original de la Declaración con la copia final oficial y manuscrita. La palabra «unánime» se insertó luego de una resolución del Congreso aprobada el 19 de julio de 1776:

Resolved, That the Declaration passed on the 4th, be fairly engrossed on parchment, with the title and stile of "The unanimous declaration of the thirteen United States of America," and that the same, when engrossed, be signed by every member of Congress.
Resolvemos, Que la Declaración aprobada el día 4, sea justamente la versión manuscrita sobre pergamino, con el título y diseño de «La declaración unánime de los trece Estados Unidos de América», y que el mismo, cuando se manuscriba, sea firmada por cada miembro del Congreso.

## Contenido de la versión manuscrita de la Declaración
La Declaración no está dividida en secciones formales, pero en la bibliografía se discute en una división de cinco partes: introducción, preámbulo, acusación al rey Jorge III, denuncia del pueblo británico y conclusión.
| Introducción Afirma que un asunto de Derecho natural permite a un pueblo asumir su independencia política; reconoce que los motivos de dicha independencia deben ser razonables y, por tanto, explicables y deben expresarse. | In CONGRESS, 4 de julio de 1776. The unanimous declaration of the thirteen United States of America, When in the Course of human events, it becomes necessary for one people to dissolve the political bands which have connected them with another, and to assume among the powers of the earth, the separate and equal station to which the Laws of Nature and of Nature's God entitle them, a decent respect to the opinions of mankind requires that they should declare the causes which impel them to the separation. Traducción En CONGRESO, 4 de julio de 1776. La Declaración unánime de los trece Estados Unidos de América, Cuando en el curso de los acontecimientos humanos se hace necesario para un pueblo disolver los vínculos políticos que lo han ligado a otro y tomar entre las naciones de la tierra el puesto separado e igual a que las leyes de la naturaleza y el Dios de esa naturaleza le dan derecho, un justo respeto al juicio de la humanidad exige que declare las causas que lo impulsan a la separación. |
| Preámbulo Describe una filosofía general gubernamental que justifica la revolución cuando el gobierno perjudica los derechos naturales. | We hold these truths to be self-evident, that all men are created equal, that they are endowed by their Creator with certain unalienable Rights, that among these are Life, Liberty and the pursuit of Happiness. That to secure these rights, Governments are instituted among Men, deriving their just powers from the consent of the governed, That whenever any Form of Government becomes destructive of these ends, it is the Right of the People to alter or to abolish it, and to institute new Government, laying its foundation on such principles and organizing its powers in such form, as to them shall seem most likely to effect their Safety and Happiness. Prudence, indeed, will dictate that Governments long established should not be changed for light and transient causes; and accordingly all experience hath shewn, that mankind are more disposed to suffer, while evils are sufferable, than to right themselves by abolishing the forms to which they are accustomed. But when a long train of abuses and usurpations, pursuing invariably the same Object evinces a design to reduce them under absolute Despotism, it is their right, it is their duty, to throw off such Government, and to provide new Guards for their future security. Traducción Sostenemos como evidentes estas verdades: que los hombres son creados iguales; que son dotados por su Creador de ciertos derechos inalienables; que entre estos están la vida, la libertad y la búsqueda de la felicidad. Que para garantizar estos derechos se instituyen entre los hombres los gobiernos, que derivan sus poderes legítimos del consentimiento de los gobernados; que cuando quiera que una forma de gobierno se haga destructora de estos principios, el pueblo tiene el derecho a reformarla o abolirla e instituir un nuevo gobierno que se funde en dichos principios, y a organizar sus poderes en la forma que a su juicio ofrecerá las mayores probabilidades de alcanzar su seguridad y felicidad. La prudencia, claro está, aconsejará que no se cambie por motivos leves y transitorios gobiernos de antiguo establecidos; y, en efecto, toda la experiencia ha demostrado que la humanidad está más dispuesta a padecer, mientras los males sean tolerables, que a hacerse justicia aboliendo las formas a que está acostumbrada. Pero cuando una larga serie de abusos y usurpaciones, dirigida invariablemente al mismo objetivo, evidencia en designio de someter al pueblo a un despotismo absoluto, es su derecho, es su deber, derrocar ese gobierno y proveer de nuevas salvaguardas para su futura seguridad. |
| Acusación Una carta que documenta los «repetidos agravios y usurpaciones» del rey contra los derechos y libertades de los colonos. | Such has been the patient sufferance of these Colonies; and such is now the necessity which constrains them to alter their former Systems of Government. The history of the present King of Great Britain is a history of repeated injuries and usurpations, all having in direct object the establishment of an absolute Tyranny over these States. To prove this, let Facts be submitted to a candid world. He has refused his Assent to Laws, the most wholesome and necessary for the public good. He has forbidden his Governors to pass Laws of immediate and pressing importance, unless suspended in their operation till his Assent should be obtained; and when so suspended, he has utterly neglected to attend to them. He has refused to pass other Laws for the accommodation of large districts of people, unless those people would relinquish the right of Representation in the Legislature, a right inestimable to them and formidable to tyrants only. He has called together legislative bodies at places unusual, uncomfortable, and distant from the depository of their Public Records, for the sole purpose of fatiguing them into compliance with his measures. He has dissolved Representative Houses repeatedly, for opposing with manly firmness of his invasions on the rights of the people. He has refused for a long time, after such dissolutions, to cause others to be elected, whereby the Legislative Powers, incapable of Annihilation, have returned to the People at large for their exercise; the State remaining in the mean time exposed to all the dangers of invasion from without, and convulsions within. He has endeavoured to prevent the population of these States; for that purpose obstructing the Laws for Naturalization of Foreigners; refusing to pass others to encourage their migrations hither, and raising the conditions of new Appropriations of Lands. He has obstructed the Administration of Justice by refusing his Assent to Laws for establishing Judiciary Powers. He has made Judges dependent on his Will alone for the tenure of their offices, and the amount and payment of their salaries. He has erected a multitude of New Offices, and sent hither swarms of Officers to harass our people and eat out their substance. He has kept among us, in times of peace, Standing Armies without the Consent of our legislatures. He has affected to render the Military independent of and superior to the Civil Power. He has combined with others to subject us to a jurisdiction foreign to our constitution, and unacknowledged by our laws; giving his Assent to their Acts of pretended Legislation: For quartering large bodies of armed troops among us: For protecting them, by a mock Trial from punishment for any Murders which they should commit on the Inhabitants of these States: For cutting off our Trade with all parts of the world: For imposing Taxes on us without our Consent: For depriving us in many cases, of the benefit of Trial by Jury: For transporting us beyond Seas to be tried for pretended offences: For abolishing the free System of English Laws in a neighbouring Province, establishing therein an Arbitrary government, and enlarging its Boundaries so as to render it at once an example and fit instrument for introducing the same absolute rule into these Colonies For taking away our Charters, abolishing our most valuable Laws and altering fundamentally the Forms of our Governments: For suspending our own Legislatures, and declaring themselves invested with power to legislate for us in all cases whatsoever. He has abdicated Government here, by declaring us out of his Protection and waging War against us. He has plundered our seas, ravaged our coasts, burnt our towns, and destroyed the lives of our people. He is at this time transporting large Armies of foreign Mercenaries to compleat the works of death, desolation, and tyranny, already begun with circumstances of Cruelty & Perfidy scarcely paralleled in the most barbarous ages, and totally unworthy the Head of a civilized nation. He has constrained our fellow Citizens taken Captive on the high Seas to bear Arms against their Country, to become the executioners of their friends and Brethren, or to fall themselves by their Hands. He has excited domestic insurrections amongst us, and has endeavoured to bring on the inhabitants of our frontiers, the merciless Indian Savages whose known rule of warfare, is an undistinguished destruction of all ages, sexes and conditions. In every stage of these Oppressions We have Petitioned for Redress in the most humble terms: Our repeated Petitions have been answered only by repeated injury. A Prince, whose character is thus marked by every act which may define a Tyrant, is unfit to be the ruler of a free people. Traducción Tal ha sido el paciente sufrimiento de estas colonias; tal es ahora la necesidad que las obliga a reformar su anterior sistema. La historia del presente Rey de la Gran Bretaña es una historia de repetidos agravios y usurpaciones, encaminados directamente hacia el establecimiento de una tiranía absoluta sobre estos estados. Para probar esto, sometemos los hechos al juicio de un mundo imparcial. Ha rehusado su aprobación a leyes de las más saludables y necesarias para el bien de todos. Ha prohibido a sus gobernadores aprobar leyes de importancia inmediata y urgente, a menos que se suspenda su puesta en vigor hasta haber obtenido su aprobación; y, una vez hecho así, ha desdeñado totalmente ocuparse de ellas. Se ha rehusado aprobar otras leyes para la colocación de grupos numerosos de personas, a menos que estas renuncien al derecho de representación en la legislatura, derecho inestimable para ellas y temible solo para los tiranos. Ha convocado a los cuerpos legislativos en lugares inhabitables, incómodos y distantes del depósito de sus archivos públicos, con el solo propósito de cansarlos en el cumplimiento de sus disposiciones. Ha disuelto repetidamente las cámaras de representantes, por oponerse con firmeza viril a su violación de los derechos del pueblo. Después de disolverlas, durante mucho tiempo se ha rehusado a que se elijan otras, por lo que los poderes legislativos, no sujetos a la aniquilación, sin limitaciones han vuelto al pueblo para su ejercicio, mientras que el estado permanece expuesto a los peligros de invasión externa y a las convulsiones internas. Se ha propuesto evitar la colonización de estos estados, obstaculizando con ese propósito las leyes de naturalización de extranjeros, negándose a aprobar otras que alienten las migraciones en el futuro y aumentando las condiciones para las nuevas apropiaciones de tierras. Ha entorpecido la administración de la justicia, rehusando su aprobación a leyes para el establecimiento de los poderes judiciales. Ha hecho que los jueces dependan de su sola voluntad, por la tenencia de sus cargos y por el monto y pago de sus salarios. Ha creado una multitud de nuevos cargos y enviado aquí enjambres de funcionarios a hostigar nuestro pueblo y a comerse su hacienda. Ha mantenido entre nosotros, en tiempos de paz, ejércitos permanentes sin el consentimiento de nuestra legislatura. Ha influido para hacer al ejército independiente del poder civil y superior a él. Se ha aliado con otros para someternos a una jurisdicción extraña a nuestra constitución y desconocida por nuestras leyes, dándoles su aprobación para sus actos de pretendida legislación: Para acantonar nutridos cuerpos de tropas armadas entre nosotros; Para protegerlos, mediante juicios simulados, del castigo por los asesinatos de que hayan hecho víctimas a los habitantes de estos estados; Para impedir nuestro comercio con todas las partes del mundo; Por imponernos impuestos sin nuestro consentimiento; Para privarnos, en muchos casos, de los beneficios del juicio con jurado; Para llevarnos a ultramar con objeto de ser juzgados por supuestas ofensas; Para abolir el libre sistema de leyes inglesas en una provincia vecina, estableciendo allí un gobierno arbitrario y extendiendo sus fronteras a manera de hacer de ella un ejemplo y un instrumento adecuado para introducir el mismo gobierno absoluto en estas colonias; Para quitarnos nuestras cartas [privilegios], aboliendo nuestras leyes más estimables y alterando fundamentalmente las formas de nuestros gobiernos: Para suspender a nuestras legislaturas y declararse a sí mismo investido de poder para legislar por nosotros en cualquier caso que sea. Ha abdicado al gobierno de aquí, declarándonos fuera de su protección y costeando la guerra en contra nuestra. Ha saqueado nuestros mares, devastado nuestras costas, incendiado nuestras ciudades y destruido las vidas de nuestra gente. En este momento, transporta grandes ejércitos de mercenarios extranjeros para concluir su obra de muerte, desolación y tiranía, iniciada ya en condiciones de crueldad y perfidias apenas igualadas en las más bárbaras épocas y totalmente indignas del jefe de una nación civilizada. Ha obligado a nuestros conciudadanos capturados en alta mar a empuñar las armas contra su propio país, a convertirse en verdugos de sus amigos y hermanos o a perecer bajo sus manos. Ha alentado las insurrecciones domésticas entre nosotros y ha tratado de inducir a los habitantes de nuestras fronteras, los despiadados indios salvajes, cuya norma de lucha es la destrucción indiscriminada de todas las edades, sexos y condiciones. En cada etapa de estas opresiones hemos pedido justicia en los términos más humildes: a nuestras repetidas peticiones se ha contestado solamente con repetidos agravios. Un Príncipe, cuyo carácter está marcado por todos los actos que pueden definir a un tirano, no es digno de ser el gobernante de un pueblo libre. |
| Denuncia Esencialmente esta sección concluye la causa de la independencia. Se demuestran las condiciones que justificaron la revolución. | Nor have We been wanting in attentions to our British brethren. We have warned them from time to time of attempts by their legislature to extend an unwarrantable jurisdiction over us. We have reminded them of the circumstances of our emigration and settlement here. We have appealed to their native justice and magnanimity, and we have conjured them by the ties of our common kindred to disavow these usurpations, which, would inevitably interrupt our connections and correspondence. They too have been deaf to the voice of justice and of consanguinity. We must, therefore, acquiesce in the necessity, which denounces our Separation, and hold them, as we hold the rest of mankind, Enemies in War, in Peace Friends. Traducción Tampoco hemos dejado de dirigirnos a nuestros hermanos británicos. Les hemos prevenido de tiempo en tiempo de las tentativas de su poder legislativo para englobarnos en una jurisdicción injustificable. Les hemos recordado las circunstancias de nuestra emigración y radicación aquí. Hemos apelado a su innato sentido de justicia y magnanimidad, y les hemos conjurado, por los vínculos de nuestro parentesco, a repudiar esas usurpaciones, las cuales interrumpirían inevitablemente nuestras relaciones y correspondencia. También ellos han sido sordos a la voz de la justicia y de la consanguinidad. Debemos, pues, convenir en la necesidad que establece nuestra separación y considerarlos, como consideramos a las demás colectividades humanas: enemigos en la guerra, amigos en la paz. |
| Conclusión Los firmantes indican que existen condiciones bajo las cuales las personas deben cambiar su gobierno, que los británicos han producido tales condiciones y, por necesidad, las colonias deben deshacerse de los lazos políticos con la Corona británica y convertirse en Estados independientes. Esencialmente, la conclusión contiene la resolución de Lee que se había aprobado el 2 de julio. | We, therefore, the Representatives of the united States of America, in General Congress, Assembled, appealing to the Supreme Judge of the world for the rectitude of our intentions, do, in the Name, and by Authority of the good People of these Colonies, solemnly publish and declare, That these united Colonies are, and of Right ought to be Free and Independent States; that they are Absolved from all Allegiance to the British Crown, and that all political connection between them and the State of Great Britain, is and ought to be totally dissolved; and that as Free and Independent States, they have full Power to levy War, conclude Peace, contract Alliances, establish Commerce, and to do all other Acts and Things which Independent States may of right do. And for the support of this Declaration, with a firm reliance on the protection of divine Providence, we mutually pledge to each other our Lives, our Fortunes and our sacred Honor. Traducción Por lo tanto, los representantes de los Estados Unidos de América, convocados en Congreso General, apelando al Juez Supremo del mundo por la rectitud de nuestras intenciones, en nombre y por la autoridad del buen pueblo de estas Colonias, solemnemente hacemos público y declaramos: que estas colonias Unidas son, y deben serlo por derecho, Estados libres e independientes; que quedan libres de toda lealtad a la Corona británica, y que toda vinculación política entre ellas y el Estado de la Gran Bretaña queda y debe quedar disuelta; y que, como Estados libres o independientes, tienen pleno poder para hacer la guerra, concertar la paz, concertar alianzas, establecer el comercio y efectuar los actos y providencias a que tienen derecho los Estados independientes. Y en apoyo de esta Declaración, con absoluta confianza en la protección de la Divina Providencia, empeñamos nuestra vida, nuestra hacienda y nuestro sagrado honor. |
| Signatarios La primera y más famosa firma en la copia manuscrita fue la de John Hancock, presidente del Congreso Continental. Dos futuros presidentes de la Unión (Thomas Jefferson y John Adams) y un padre y bisabuelo de otros dos presidentes (Benjamin Harrison) estaban entre los firmantes. Edward Rutledge (26 años) era el signatario más joven y Benjamin Franklin (70 años) era el de más edad. Los cincuenta y seis firmantes de la Declaración representaban nuevos Estados, como se enlistan (de norte a sur): | - New Hampshire: Josiah Bartlett, William Whipple, Matthew Thornton - Massachusetts: Samuel Adams, John Adams, John Hancock, Robert Treat Paine, Elbridge Gerry - Rhode Island: Stephen Hopkins, William Ellery - Connecticut: Roger Sherman, Samuel Huntington, William Williams, Oliver Wolcott - New York: William Floyd, Philip Livingston, Francis Lewis, Lewis Morris - New Jersey: Richard Stockton, John Witherspoon, Francis Hopkinson, John Hart, Abraham Clark - Pennsylvania: Robert Morris, Benjamin Rush, Benjamin Franklin, John Morton, George Clymer, James Smith, George Taylor, James Wilson, George Ross - Delaware: George Read, Caesar Rodney, Thomas McKean - Maryland: Samuel Chase, William Paca, Thomas Stone, Charles Carroll of Carrollton - Virginia: George Wythe, Richard Henry Lee, Thomas Jefferson, Benjamin Harrison, Thomas Nelson, Jr., Francis Lightfoot Lee, Carter Braxton - North Carolina: William Hooper, Joseph Hewes, John Penn - South Carolina: Edward Rutledge, Thomas Heyward, Jr., Thomas Lynch, Jr., Arthur Middleton - Georgia: Button Gwinnett, Lyman Hall, George Walton |

## Orígenes filosóficos y situación legal
Los historiadores han intentado identificar las fuentes que más influenciaron el contenido y la filosofía política de la proclamación. Según los documentos de Jefferson, la Declaración no contenía ideas originales, sino una exposición de sentimientos compartida por los partidarios de la Revolución estadounidense. Tal como explicó en una misiva fechada el 8 de mayo de 1825:

Neither aiming at originality of principle or sentiment, nor yet copied from any particular and previous writing, it was intended to be an expression of the American mind, and to give to that expression the proper tone and spirit called for by the occasion.
Ninguno pretendió la originalidad de los principios o de los sentimientos, ni tampoco copió de alguna escritura particular [o] previa, [sino que] aspiró a [que fuera] una expresión de la mentalidad estadounidense, y dar a esa expresión el tono y el espíritu requeridos por la ocasión.

Las referencias más inmediatas de Jefferson fueron dos documentos escritos en junio de 1776: su borrador del preámbulo de la Constitución de Virginia y el proyecto de la Declaración de Derechos de Virginia de George Mason. Las ideas y frases de ambos aparecen en el acta de emancipación. A su vez, fueron directamente influenciados por la Declaración de Derechos de Inglaterra de 1689, que derrocó formalmente al reinado del rey Jacobo II. Durante la revolución, Jefferson y otros colonos se inspiraron en la Declaración de Derechos inglesa como un modelo para «poner fin a la tiranía de un rey injusto». La Declaración de Arbroath (1320) y la Ley de Abjuración (1581) también fueron propuestos como modelos para la Declaración de Jefferson, pero actualmente pocos eruditos reconocen dicha influencia.

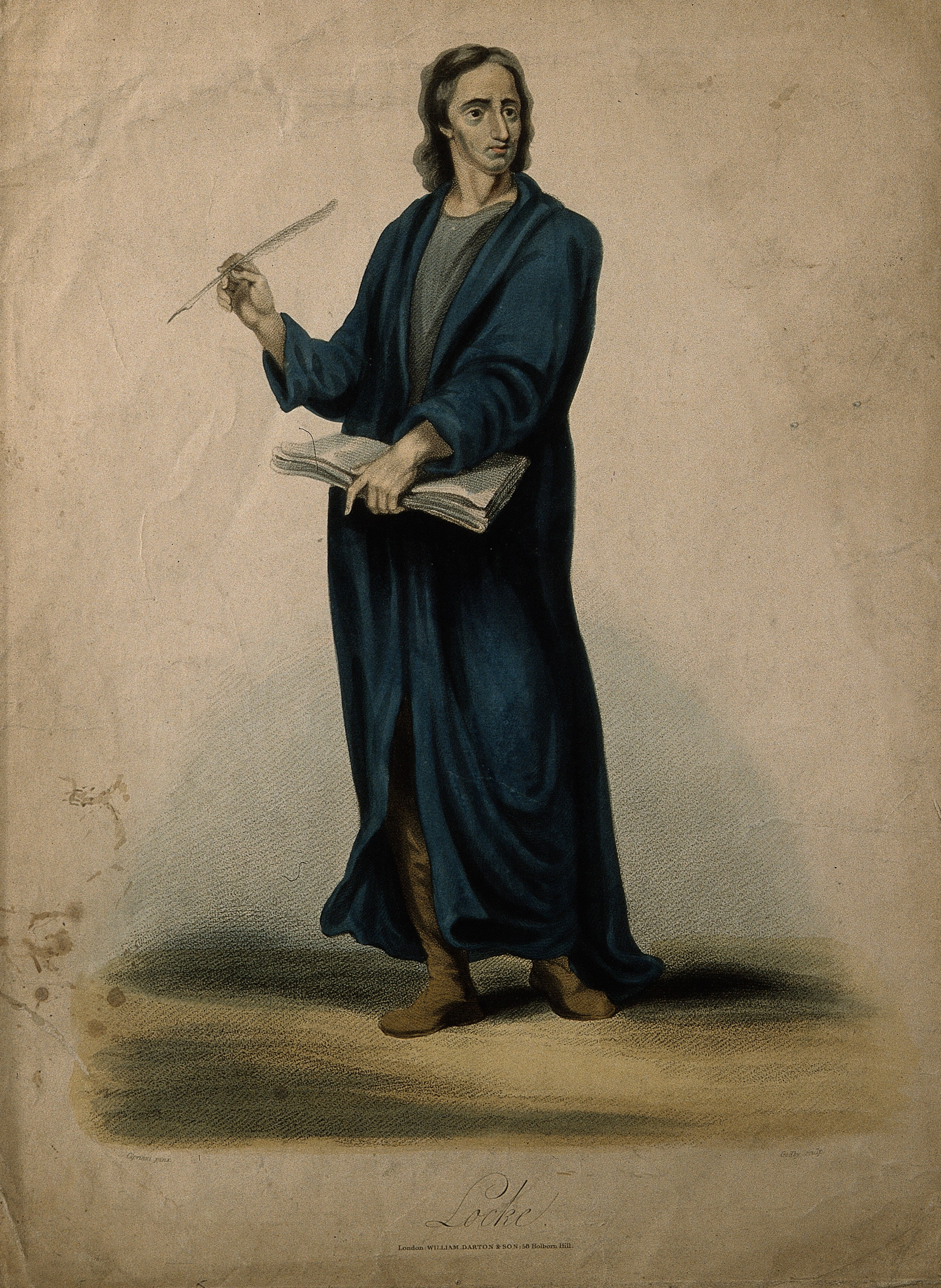
John Locke (1632-1704).

Jefferson mencionó que varios autores ejercieron una influencia general sobre el contenido de la Declaración. El teórico político inglés John Locke es citado por los historiadores como una de las influencias primarias, incluso fue descrito por Jefferson como uno «de los tres hombres más grandes que hayan vivido». En 1922, el historiador Carl Lotus Becker señaló que «la mayoría de los estadounidenses habían absorbido las obras de Locke como una especie de evangelio político; y la Declaración, en su forma, en su fraseología, sigue de cerca determinadas frases en el segundo tratado de Locke sobre el gobierno». Locke desarrolló la idea de igualdad de los seres humanos a partir de la historia bíblica de la creación, más precisamente en Génesis 1:26-28 (que los exégetas apuntan como el origen de la doctrina teológica de que el ser humano fue creado a semejanza de Dios). Desde este fundamento de igualdad, se originaron el concepto de libertad, los derechos de participación de la persona y el principio de que un gobierno debe ejercer el poder únicamente con el consentimiento de los gobernados. Esta es la deducción central de la Declaración, ya que establece el derecho de los colonos de romper con la monarquía británica y llevar su vida política en sus propias manos. Según Middlekauff, gran parte de la generación de la guerra revolucionaria estaba convencida de que la naturaleza, el universo entero, fue «creado por Dios» mediante su divina providencia. Esta noción de los cristianos protestantes —principalmente George Washington— determinaba que la independencia surgía de «las manos de la Providencia» y, de esta manera, era una «causa gloriosa» en beneficio no solo de las colonias, sino de la humanidad entera.
Sin embargo, algunos estudiosos posteriores han cuestionado la influencia de Locke sobre la Revolución estadounidense. En 1937, el historiador Ray Forrest Harvey afirmó la influencia dominante del jurista suizo Jean-Jacques Burlamaqui y argumentó que Jefferson y Locke estaban en «dos polos opuestos» en su filosofía política; Harvey demostró esto en la Declaración con la frase de Jefferson «búsqueda de la felicidad» (pursuit of happiness) en lugar de «propiedad» (property), que Locke había puntualizado como la «vida, libertad y patrimonio» (life, liberty, and estate) de una persona. Esto no significa que Jefferson estimó que la búsqueda de la felicidad se refería principal o exclusivamente a la propiedad; bajo esta suposición, el espíritu de la Declaración expresa que el gobierno republicano existe por las razones que Locke idealizó y esa línea de pensamiento ha sido extendida por algunos académicos para apoyar una concepción de gobierno limitado. Otros estudiosos destacaron la influencia del republicanismo en lugar del liberalismo clásico de Locke. El historiador Garry Wills consideró que el razonamiento de Jefferson estuvo influenciado por la Ilustración escocesa —particularmente Francis Hutcheson— y no por Locke, pero esta interpretación que ha sido criticada fuertemente.
El historiador jurídico John Phillip Reid indicó que el énfasis en la filosofía política se ha extraviado y que no se está hablando de un tratado filosófico sobre los derechos naturales, sino de un documento legal —una imputación contra el rey Jorge III por violar los derechos constitucionales de los colonos—. El historiador David Armitage sostuvo que la Declaración estuvo muy influenciada por El derecho de las naciones (Le droit des gens) de Emer de Vattel —el tratado de derecho internacional dominante en esa época—; según testimonió Benjamin Franklin, este libro «estaba continuamente en manos de los miembros de nuestro Congreso». Armitage añade: «[Para] Vattel, la independencia era fundamental en su definición de Estado»; por tanto, el propósito primordial de la Declaración era «expresar la soberanía jurídica internacional de los Estados Unidos». Si la Unión tenía alguna esperanza de ser reconocida por las potencias europeas, los revolucionarios debían dejar claro que ya no dependían de Gran Bretaña. Según el historiador George Billias: «La independencia equivalía a un nuevo estado de interdependencia: los Estados Unidos ahora eran una nación soberana con derecho a los privilegios y responsabilidades que conllevaba esa condición. Estados Unidos se convirtió así en un miembro de la comunidad internacional, lo que significaba transformarse en artífice de tratados y alianzas, aliado militar en la diplomacia y socio en el comercio exterior con una base más equitativa».
Actualmente, el acta de emancipación no tiene fuerza de ley en el ámbito nacional, pero puede ayudar a proporcionar claridad histórica y legal sobre la Constitución y otras leyes.

## Firmantes

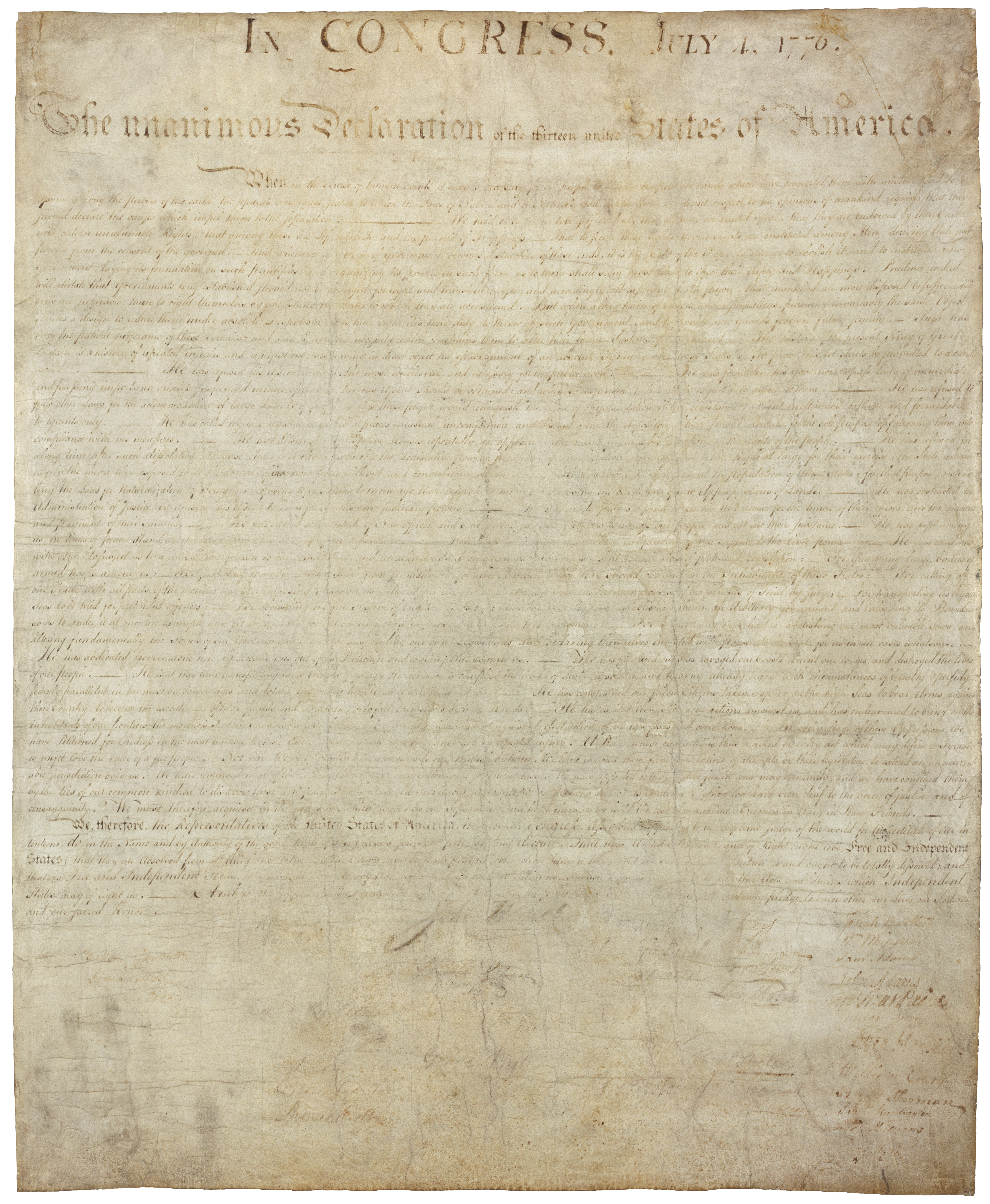
La tinta de esta copia firmada de la Declaración se ha desvanecido debido a las rudimentarias técnicas de conservación en el. Está en exhibición en los Archivos Nacionales en Washington D. C.

La proclamación se hizo oficial cuando el Congreso la votó el 4 de julio y las firmas de los delegados no eran necesarias para que entrara en vigor. La copia manuscrita de la Declaración rubricada por el Congreso está fechada el 4 de julio de 1776. Al pie del pergamino aparecen los nombres de cincuenta y seis representantes; sin embargo, la fecha exacta en que cada persona la firmó ha sido objeto de debate por mucho tiempo. Por ejemplo, Jefferson, Franklin y Adams escribieron que la Declaración había sido firmada por el Congreso el 4 de julio, pero, en 1796, uno de los signatarios —Thomas McKean— indicó que la firma del documento fue el 4 de julio y algunos firmantes no estaban presentes o ni siquiera contaban con autorización en el Congreso hasta después de esa fecha.
La Declaración fue transcrita en otro papel, aprobada por el Congreso Continental y firmada por John Hancock, presidente del Congreso, el 4 de julio de 1776, según el registro de 1911 del Departamento de Estado de los Estados Unidos durante el mandato del secretario Philander Chase Knox. El 2 de agosto de 1776, una copia en papel pergamino de la Declaración fue firmada por 56 personas, aunque muchos de estos signatarios no estaban presentes cuando la Declaración original fue aprobada el 4 de julio. El firmante Matthew Thornton (Nuevo Hampshire) fue autorizado al Congreso Continental en noviembre; solicitó el privilegio de añadir su firma en ese momento y firmó el 4 de noviembre de 1776.
Generalmente, los historiadores aceptan la versión de McKean de los acontecimientos y consideran que la famosa versión de la Declaración fue impresa después del 19 de julio y no fue rubricada por el Congreso hasta el 2 de agosto de 1776. En 1986, el historiador jurídico Wilfred Ritz argumentó que los estudiosos habían malinterpretado las fuentes primarias y daban demasiada credibilidad a McKean, pues no estuvo presente en el Congreso el 4 de julio. Según Ritz, unos 34 delegados firmaron la Declaración el 4 de julio y el resto el 2 de agosto o después. Los historiadores que rechazan la hipótesis del 4 de julio sostienen que la mayoría de los representantes firmaron el 2 de agosto y que los que no estaban presentes agregaron sus nombres más tarde.
Dos futuros presidentes de los Estados Unidos estuvieron entre los signatarios: Thomas Jefferson y John Adams. La firma más famosa en la copia manuscrita es la de John Hancock, quien supuestamente puso su nombre primero porque era el presidente del Congreso. La firma grande y llamativa de Hancock se hizo icónica y en los Estados Unidos su nombre se convirtió en un sinónimo de «firma» desde 1903, según el diccionario de Merriam-Webster. Una anécdota afirma que después de que Hancock firmó, este comentó: «El ministerio británico [podrá] leer ese nombre sin gafas» (The British ministry can read that name without spectacles). Otra indica que Hancock declaró con orgullo: «¡Vaya! ¡Supongo que el rey Jorge podrá leer esto!» (There! I guess King George will be able to read that!').

El 4 de julio de 1776, la firma del presidente del Congreso Continental John Hancock legalizó la Declaración de Independencia de los Estados Unidos.

Años más tarde, varias leyendas surgieron sobre la firma de la Declaración, cuando el documento se había convertido en un importante símbolo nacional. En una historia famosa, John Hancock supuestamente dijo que los miembros del Congreso —después de haber firmado la Declaración— debían «estar juntos» (all hang together) y Benjamin Franklin respondió: «Sí, tenemos que permanecer juntos o seguramente nos [van] a colgar por separado» (Yes, we must indeed all hang together, or most assuredly we shall all hang separately). No obstante, la cita no apareció impresa hasta más de cincuenta años después de la muerte de Franklin.
El tintero Syng usado en la firma también fue utilizado en la aprobación de la Constitución federal en 1787.

## Publicación y reacciones

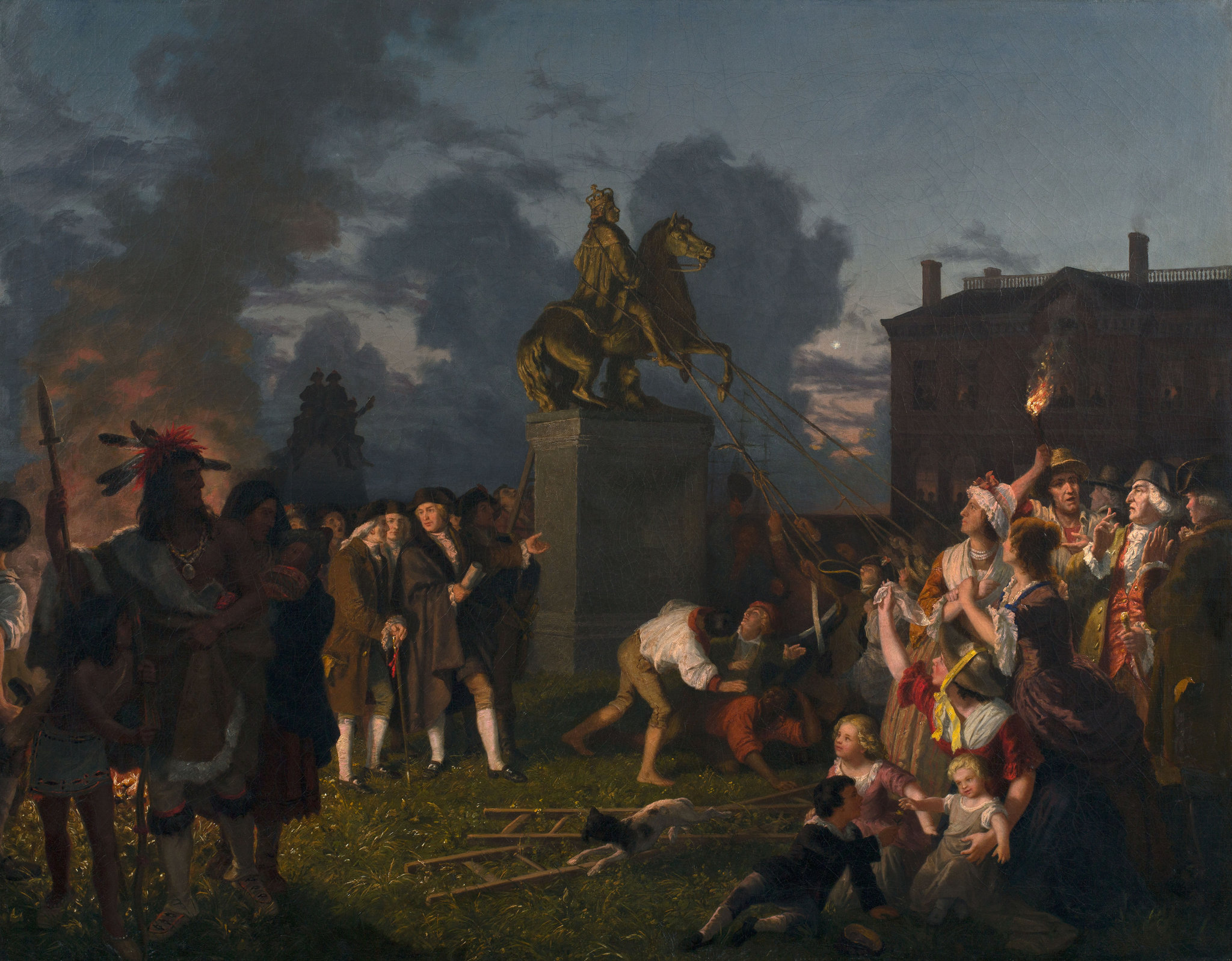
Los ciudadanos neoyorquinos destruyen una estatua del monarca después de la lectura pública de la proclamación el 9 de julio de 1776. Pulling Down the Statue of King George III, N.Y.C. (Johannes Adam Simon Oertel, c. 1859).

Después de que el Congreso aprobase el texto final de la Declaración el 4 de julio, se envió una copia manuscrita a la imprenta de John Dunlap, ubicada a unas pocas cuadras. Durante la noche, Dunlap imprimió unos 200 volantes para su distribución. En poco tiempo, la Declaración fue leída al público y reimpresa en periódicos de los trece estados. La primera recitación oficial del documento fue realizada por John Nixon en el patio del Salón de la Independencia el 8 de julio; otras lecturas públicas también ocurrieron ese día en Trenton e Easton. Una traducción al alemán fue publicada en Filadelfia el 9 de julio.
El presidente del Congreso, John Hancock, envió un volante al general George Washington y le dio instrucciones para que la proclamara «como el Jefe del Ejército de la manera que usted considere más apropiada» (at the Head of the Army in the way you shall think it most proper). Washington leyó la Declaración a sus tropas el 9 de julio en la ciudad de Nueva York, mientras había miles de soldados británicos en buques cerca del puerto. Washington y el Congreso esperaban que la Declaración inspirara a la milicia y alentara a otros a unirse. Después de escuchar, los habitantes en muchas ciudades tumbaron y destruyeron letreros o estatuas que representaban la autoridad real. Una estatua ecuestre del rey Jorge III en Nueva York fue derribada y su plomo fue refundido para hacer balas de mosquete.
Los funcionarios británicos en América del Norte enviaron copias de la proclamación a Gran Bretaña; el texto fue publicado en los periódicos británicos a mediados de agosto, llegó a Florencia y Varsovia a mediados de septiembre y una traducción al alemán apareció en Suiza en octubre. La primera copia enviada a Francia se perdió en el viaje y la segunda llegó en noviembre de 1776.

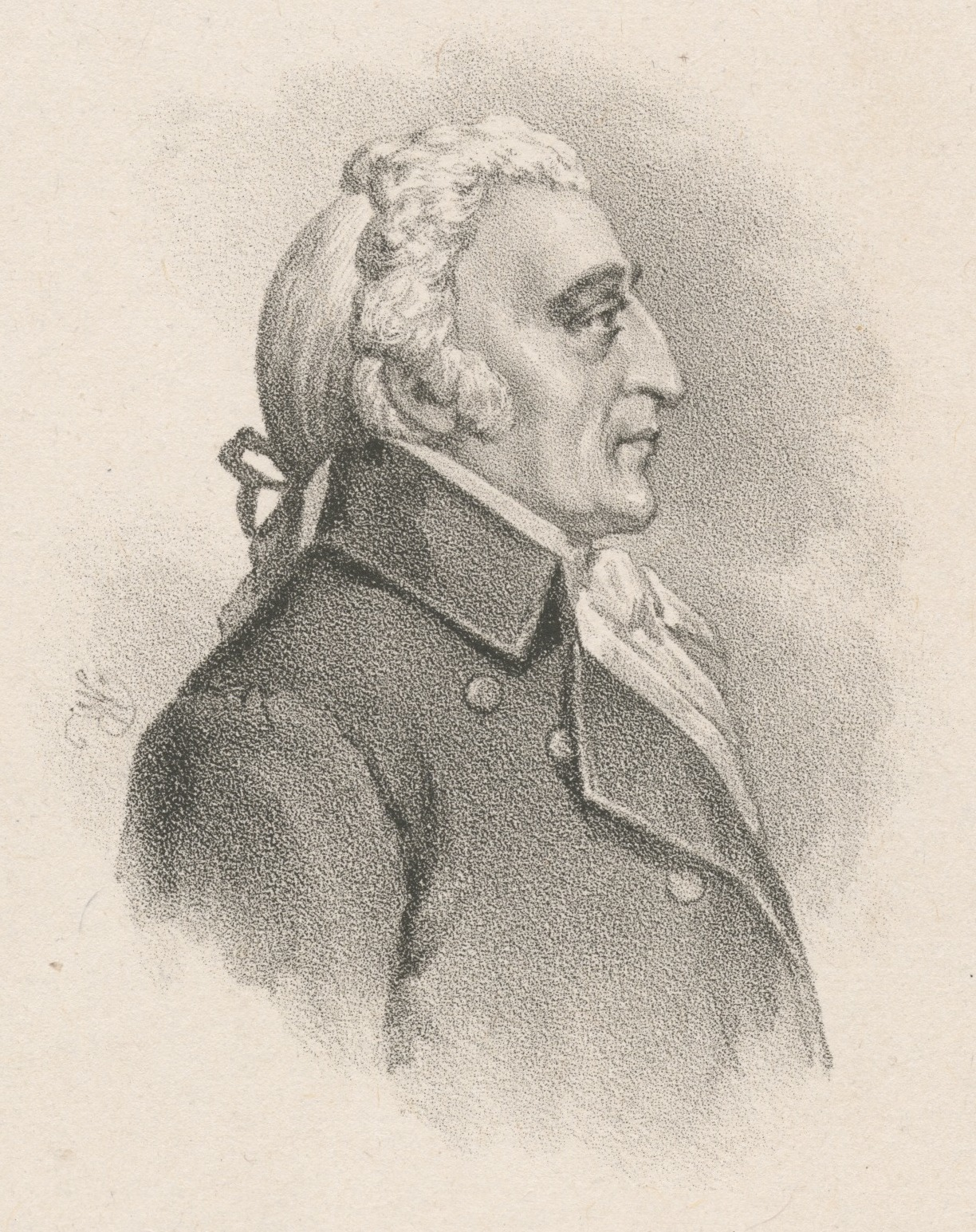
El signatario William Whipple liberó a su esclavo porque concluyó que no podía luchar por la libertad y al mismo tiempo ser esclavista.

Las autoridades coloniales en Hispanoamérica prohibieron la circulación de la Declaración, pero esto no evitó su difusión y traducción por el venezolano Manuel García de Sena, el colombiano Miguel de Pombo, el ecuatoriano Vicente Rocafuerte y los estadounidenses Richard Cleveland y William Shaler, quienes distribuyeron la Declaración y la Constitución de los Estados Unidos entre los criollos de Chile y los indígenas en México en 1821. El Ministerio del Norte británico no dio una respuesta oficial a la Declaración, sino que en secreto encargó a John Lind que publicara un panfleto titulado Respuesta a la Declaración del Congreso estadounidense (Answer to the Declaration of the American Congress). Los tories (conservadores) ingleses denunciaron que los firmantes de la Declaración no aplicaron los mismos principios de «vida, libertad y búsqueda de la felicidad» a los afroamericanos. Thomas Hutchinson —exgobernador colonial de Massachusetts— también publicó una refutación que cuestionaba varios aspectos de la Declaración. Aseguró que la Revolución estadounidense fue el trabajo de unos «hombres en cada una de las principales colonias» (there were men in each of the principal Colonies) que «no tenían otra pretensión que la de exigir la independencia» (they could have no other pretence to a claim of independence) y que finalmente la lograron al inducir a los «súbditos buenos y leales» (good and loyal subjects) a rebelarse. El folleto de Lind fue un ataque anónimo al concepto de derechos naturales idealizado por Jeremy Bentham; esta situación también se repitió en la Revolución francesa. Los panfletos de Lind y Hutchinson cuestionaban por qué los esclavistas estadounidenses en el Congreso proclamaron que «los hombres son creados iguales» sin liberar a sus esclavos.
William Whipple —un firmante de la Declaración que había luchado en la guerra— liberó a su esclavo Prince Whipple debido a sus ideales revolucionarios. En las décadas de la posguerra, otros esclavistas también liberaron a sus esclavos. De 1790 a 1810, el porcentaje de negros libres en el Alto Sur aumentó de alrededor del 1 % al 8.3 %. Para 1804 los estados septentrionales habían aprobado legislaciones que abolieron gradualmente la esclavitud.

## Destino de las copias
La copia oficial fue la impresa el 4 de julio de 1776 bajo la supervisión de Jefferson. Fue enviada a los estados y al ejército y reimpresa en los principales periódicos. La «copia manuscrita» ligeramente diferente (mostrada al principio de este artículo) se hizo más tarde para ser firmada por los miembros. Esta versión es la que más se distribuyó en el siglo XXI. Hay que tener en cuenta que las líneas de la introducción difieren entre las dos versiones.
La copia de la Declaración que fue firmada por el Congreso se conoce como la copia manuscrita o de pergamino. Probablemente fue escrita a mano con mucho cuidado por el secretario Timothy Matlack. Un facsímil de 1823 se ha convertido en el patrón de la mayoría de las reproducciones modernas, debido a que el original tuvo una mala conservación del siglo XIX. En 1921, la custodia de la copia manuscrita fue transferida del Departamento de Estado a la Biblioteca del Congreso, junto con la Constitución de los Estados Unidos. Después del ataque japonés a Pearl Harbor en 1941, los documentos fueron trasladados a la bóveda fortificada de Fort Knox (Kentucky), donde permanecieron hasta 1944. En 1952, la versión manuscrita nuevamente fue transferida a los Archivos Nacionales y ahora está en exhibición permanente en la «Rotonda de las Cartas de la Libertad» (Rotunda for the Charters of Freedom) de dicha institución.

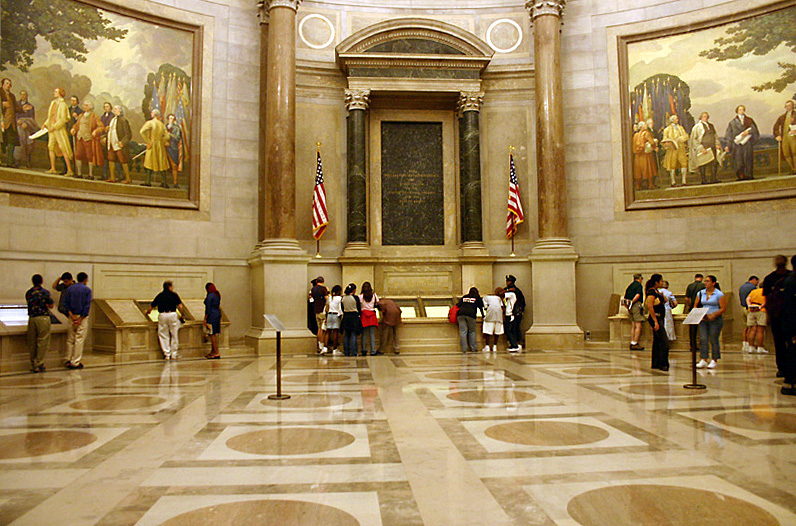
Rotonda de las Cartas de la Libertad en el edificio de los Archivos Nacionales.

El documento firmado por el Congreso y exhibido en los Archivos Nacionales suele ser considerado como la única Declaración de Independencia, pero el historiador Julian P. Boyd indicó que el acta de independencia —al igual que la Carta Magna— no es un solo documento y consideraba que los volantes impresos por orden del Congreso también eran textos oficiales. La Declaración fue publicada por primera vez en formato de volante la noche del 4 de julio por John Dunlap en Filadelfia. Dunlap imprimió alrededor de 200 volantes, de los cuales 26 han sobrevivido. La 26.ª copia fue descubierta en los Archivos Nacionales británicos en 2009.
En 1777, el Congreso encargó a Mary Katherine Goddard imprimir un nuevo volante que enlistaba los firmantes de la Declaración, a diferencia del trabajo de Dunlap. Todavía existen nueve copias del volante de Goddard y otros panfletos impresos por los estados.
Asimismo, se han conservado varias copias manuscritas tempranas y borradores de la Declaración. Jefferson guardó un borrador de cuatro páginas que a finales de su vida llamó el «borrador original» (original Rough draught). No se sabe cuántos borradores escribió Jefferson antes de este ni cuánto del texto fue aportado por otros miembros del comité. En 1947, Boyd descubrió un fragmento de un borrador más antiguo y con la letra de Jefferson. Al igual que Adams, Jefferson envió copias del documento a sus amigos, aunque con ligeras modificaciones.
Durante el proceso de redacción, Jefferson mostró el borrador a Adams y Franklin y, posiblemente, a otros miembros del comité, que hicieron algunos cambios adicionales. Por ejemplo, Becker sospecha que Franklin pudo haber sido responsable de cambiar la frase original de Jefferson «sostenemos como sagradas e innegables estas verdades» (we hold these truths to be sacred and undeniable) a «sostenemos como evidentes estas verdades» (we hold these truths to be self-evident); sin embargo, el historiador Boyd cuestiona esta hipótesis de Becker. Jefferson incorporó estos cambios en la copia presentada al Congreso en nombre del comité el 28 de junio.

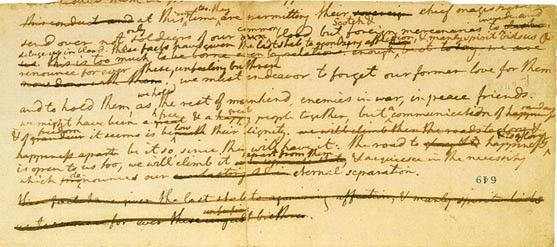
Detalle del primer borrador conocido de Jefferson.

En 1823, Jefferson escribió una carta a Madison en la que relató el proceso de redacción. Después de hacer las modificaciones a su borrador —como sugirió Franklin y Adams—, recordó: «Entonces preparé una copia en limpio (fair copy), la presenté al comité y, [luego] de ellos, sin alterar, al Congreso» (I then wrote a fair copy, reported it to the Committee, and from them, unaltered, to Congress). Este testimonio sigue sin comprobarse, porque estos documentos se han perdido o destruidos en el proceso de impresión o durante los debates para cumplir con la norma de confidencialidad del Congreso.
El 21 de abril de 2017 se anunció el hallazgo de una segunda copia manuscrita en un archivo de Sussex. Nombrada «Declaración de Sussex» por sus descubridores, difiere de la copia de los Archivos Nacionales (que ellos denominan «Declaración de Matlack») porque las firmas en la primera no están agrupadas por estados. No hay registros de cómo llegó a Inglaterra, pero los descubridores sugieren que la aleatoriedad de las firmas está relacionada con una anécdota del signatario James Wilson, quien había sostenido firmemente que la Declaración «no fue hecha por los estados, sino por todo el pueblo».

## Posteridad
La Declaración quedó abandonada en los años posteriores a la Revolución estadounidense, ya que había cumplido su propósito original de anunciar la independencia de los Estados Unidos. Las primeras celebraciones del Día de la Independencia la ignoraron en gran medida, al igual que los primeros acontecimientos de la Revolución. El hecho de proclamar la independencia se consideró importante, mientras que el texto que anunciaba este hecho atrajo poca atención. La Declaración rara vez era mencionada durante los debates sobre la Constitución de los Estados Unidos y sus palabras no fueron incorporadas en ese documento. El borrador de la Declaración de Derechos de Virginia de George Mason fue más influyente y su redacción inspiró las ideas centrales de las constituciones y leyes estatales en lugar que las palabras de Jefferson. «En ninguno de estos documentos», concluyó Pauline Maier, «existe alguna evidencia de que la Declaración de Independencia viviera en la mente de los hombres como una proclamación clásica de los principios políticos estadounidenses».

### Inspiración en otros países
Muchos líderes de la Revolución francesa admiraron el acta de emancipación estadounidense, pero también estuvieron interesados en las nuevas constituciones estatales de ese país. La influencia y el contenido de la Declaración de los Derechos del Hombre y del Ciudadano (1789) surgió en gran parte de los ideales de la Revolución estadounidense. Sus borradores principales fueron preparados por el marqués de La Fayette, que había trabajado con su amigo Thomas Jefferson en París. También se incorporó el lenguaje de la Declaración de Derechos de Virginia de George Mason. Sin embargo, aunque el preámbulo de la Declaración francesa se inspira en el del acta de emancipación estadounidense, ignora el derecho de «búsqueda de la felicidad», es decir, aquel que refiere las nociones de utilidad o interés público; por otro lado, ambos textos invocan un derecho a la insurrección contra gobiernos opresivos y potencias extranjeras tutelares.
Igualmente la Declaración influyó en el Imperio ruso, pues tuvo un impacto particular en la revuelta decembrista y otros pensadores rusos. El historiador Nikolái Bolhovítinov concluyó que la Revolución estadounidense «provocó una reacción negativa aguda de las clases dominantes» en Rusia y, probablemente, en otros estados europeos, como efecto del duro golpe al Imperio británico. Sin embargo, era imposible hablar de los cambios en la estructura política de Rusia, el potencial de la revolución o las libertades democráticas durante este período. Ejemplo de esto fue la prohibición de la distribución y traducción del documento, una norma que estuvo vigente hasta la reforma política de Alejandro II.
Según el historiador David Armitage, la Declaración de Independencia resultó ser muy difundida internacionalmente —aunque no como una proclamación de derechos humanos— y fue la primera de un nuevo género de actas de emancipación que anunció la creación de nuevos Estados soberanos. Otros líderes franceses se inspiraron directamente en el texto del documento. El Manifiesto de la Provincia de Flandes (1790) fue la primera derivación extranjera de la Declaración; así, aparecieron la Declaración de Independencia de Venezuela (1811), la Declaración de Independencia de Liberia (1847), las proclamaciones de secesión de los Estados Confederados de América (1860-1861) y la Proclamación de Independencia de Vietnam (1945). Estas se hacían eco del acta de emancipación estadounidense al anunciar la independencia de un nuevo Estado, sin respaldar necesariamente la filosofía política del original.
Otros países han utilizado la Declaración como referencia o han copiado directamente secciones de la misma. La lista incluye la Declaración de Haití del 1 de enero de 1804 —en plena Revolución haitiana—, las Provincias Unidas de la Nueva Granada (1811), la Declaración de Independencia de Argentina (1816), el Acta de Independencia de Chile (1818), Costa Rica (1821), El Salvador (1821), Guatemala (1821), Honduras (1821), México (1821), Nicaragua (1821), Perú (1821), Bolivia (1825), Uruguay (1825), Ecuador (1830), Colombia (1831), Paraguay (1842), República Dominicana (1844), la Declaración de Independencia de Texas (marzo de 1836), la República de California (julio de 1836), Hungría (1849), Nueva Zelanda en 1835 y Checoslovaquia (1918). La Declaración Unilateral de Independencia de Rodesia (ratificada en noviembre de 1965) se basó también en la estadounidense; sin embargo, omite frases como «los hombres son creados iguales» y el «consentimiento de los gobernados». La declaración de secesión de Carolina del Sur (diciembre de 1860) también menciona el acta de emancipación de los Estados Unidos, aunque —como la de Rodesia— omite «los hombres son creados iguales» y el «consentimiento de los gobernados».

### Resurgimiento del interés
En los Estados Unidos, el interés en la Declaración revivió en la década de 1790 con la aparición de los primeros partidos políticos. A lo largo de la década de 1780, pocos estadounidenses conocían o se preocupaban sobre quién redactó el acta, pero en la siguiente década los «republicanos jeffersonianos» buscaron ventaja política sobre sus rivales —los federalistas— al promover la importancia de la Declaración y de Jefferson como su autor. Los federalistas respondieron cuestionando la autoría u originalidad de Jefferson y enfatizaron que la independencia fue declarada por todo el Congreso y Jefferson era tal solo un miembro del comité de redacción. Asimismo, insistieron en que la proclamación en sí —en la cual el federalista John Adams había desempeñado un papel importante— era más importante que el documento que lo anunciaba. No obstante, este punto de vista perdió fuerza —al igual que el propio Partido Federalista— y en poco tiempo la proclamación de independencia se convirtió en sinónimo del acta escrita.

La famosa pintura de John Trumbull es identificada erróneamente como una representación de la firma de la Declaración, pero en realidad muestra al comité de redacción presentando su trabajo al Congreso.

Un reconocimiento menos partidista de la Declaración surgió en los años posteriores a la guerra de 1812, debido al creciente nacionalismo y un renovado interés por la historia de la Revolución. En 1817, el Congreso comisionó a John Trumbull la pintura sobre la sesión del 28 de junio de 1776, que estuvo en exhibición en varias ciudades antes de ser instalada permanentemente en el Capitolio federal. Las pinturas conmemorativas más tempranas también aparecieron en este tiempo y ofrecieron a los ciudadanos su primera visión del documento firmado. Las biografías colectivas de los firmantes se publicaron por primera vez en la década de 1820, algo a lo que Garry Wills llamó «culto de los firmantes». En los años siguientes, se publicaron más historias sobre la redacción y firma del documento.
A pesar de que resurgió el interés en la Declaración, las secciones consideradas primordiales en 1776 ya no eran relevantes: el anuncio de la independencia de los Estados Unidos y las 25 quejas contra el rey Jorge III. Sin embargo, el segundo párrafo era válido incluso después del fin de la guerra de independencia, pues contiene un discurso de verdades evidentes y derechos inalienables. La Constitución y la Carta de Derechos carecían de extensas exposiciones sobre derechos e igualdad, lo cual hizo que los grupos defensores de esas reivindicaciones se volvieron al acta de emancipación buscando apoyo. A partir de la década de 1820, se emitieron variaciones de la Declaración en pro de los derechos de los trabajadores, agricultores, mujeres y otros. Por ejemplo, en 1848 la Convención de Seneca Falls sobre los derechos de la mujer declaró que «los hombres y mujeres son creados iguales».

### La esclavitud y «los hombres son creados iguales»
La aparente contradicción entre la afirmación «los hombres son creados iguales» y la existencia del aparato esclavista fue muy debatida en los círculos políticos e intelectuales cuando la Declaración se publicó por primera vez. Como se mencionó anteriormente, Jefferson había incluido un párrafo en su borrador inicial que señalaba enérgicamente el papel de Gran Bretaña en la trata de esclavos, pero fue eliminado de la versión final; no obstante, este político fue un importante esclavista en Virginia y poseedor de cientos de esclavos. Refiriéndose a esta aparente incoherencia, el abolicionista inglés Thomas Day escribió en una misiva de 1776: «Si hay un cosa verdaderamente ridícula en la naturaleza es un patriota estadounidense, que firma resoluciones de independencia con una mano y con la otra empuña un látigo sobre sus esclavos asustados».
En el siglo XIX, la Declaración adquirió un significado especial para el movimiento abolicionista. El historiador Bertram Wyatt-Brown argumentó que «los abolicionistas tendían a interpretar la Declaración de Independencia como un documento teológico y político». Los líderes abolicionistas Benjamin Lundy y William Lloyd Garrison adoptaron las «rocas gemelas» de «la Biblia y la Declaración de Independencia» como pilares de sus filosofías. «Mientras exista una sola copia de la Declaración de Independencia, o de la Biblia, en nuestra tierra», escribió Garrison, «no nos desesperaremos». Para los abolicionistas radicales como Garrison, la parte más importante del acta de emancipación fue su afirmación del derecho a la revolución. Garrison pidió la destrucción del gobierno bajo la Constitución y la creación de un nuevo Estado de acuerdo a los principios de la Declaración. Siguiendo esta línea, el historiador Joseph A. Ellis concluyó que en 1787 la generación de la guerra revolucionaria había formado un gobierno de poderes limitados que trató de encarnar el ideal del Congreso Continental, pero «cargado con el único legado que desafió los principios de 1776»: la esclavitud humana.
La polémica sobre admitir más estados proesclavistas en la Unión coincidió con la creciente valoración del acta de emancipación. El primer gran debate público sobre la esclavitud y la Declaración tuvo lugar durante el compromiso de Misuri de 1819 a 1821. Los congresistas antiesclavistas manifestaron que el lenguaje del acta señalaba que, en principio, los padres fundadores se habían opuesto a la esclavitud, por lo que no se debía permitir la existencia de estados esclavistas en el país. Los congresistas proesclavistas —encabezados por el senador Nathaniel Macon (Carolina del Norte)— respondieron que la Declaración no era parte de la Constitución y, en consecuencia, no tenía relevancia a la cuestión. Esto provocó un cisma ideológico en el Partido Demócrata-Republicano años después: los republicanos jeffersonianos del norte acogieron el legado antiesclavista, mientras sus colegas sureños renunciaron a la opinión igualitaria del documento.
Con el movimiento antiesclavista ganando impulso, los defensores de la esclavitud —entre ellos John Randolph y John C. Calhoun— aseveraron que la frase de la Declaración «los hombres son creados iguales» era falsa o que, al menos, no se aplicaba a los afroamericanos. Por ejemplo, durante el debate sobre la ley de Kansas-Nebraska en 1853, el senador John Pettit (Indiana) dijo que la frase no era una «verdad evidente», sino una «mentira evidente». Los opositores de la ley —Salmon P. Chase, Benjamin Wade y otros— defendieron la Declaración y, lo que ellos consideraban, sus principios antiesclavistas.

### Interpretación de Lincoln

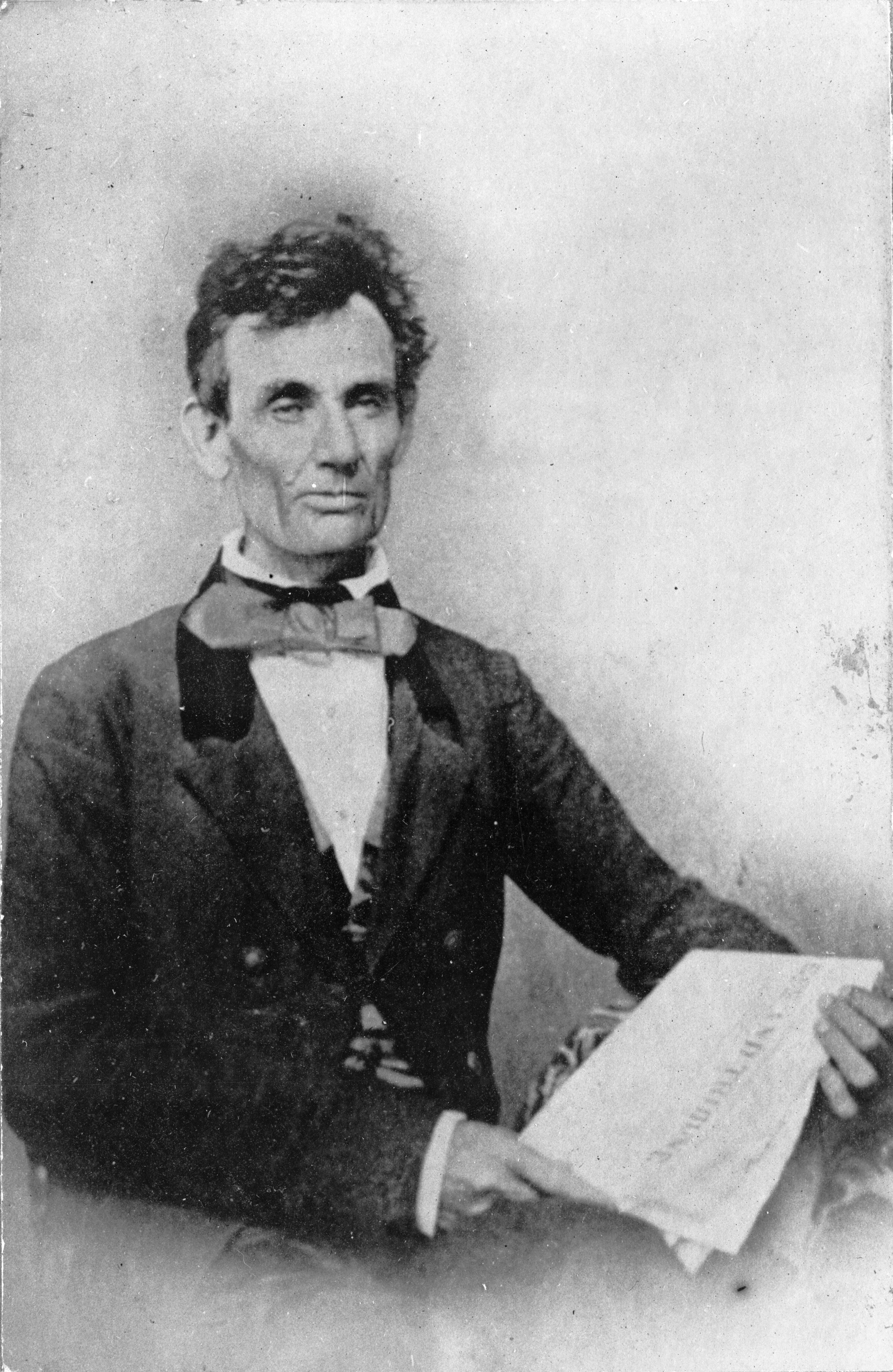
Abraham Lincoln (Von Schneidau, 1854).

La relación de la Declaración con la esclavitud fue retomada en 1854 por Abraham Lincoln, un excongresista poco conocido que idolatraba a los padres fundadores. Lincoln pensó que el acta de emancipación expresaba los principios más sublimes de la Revolución estadounidense y que los precursores de la Declaración y la Constitución habían tolerado la esclavitud con la expectativa de que finalmente se debilitaría. Asimismo, dedujo que si la Unión legitimaba la expansión de la esclavitud en la ley de Kansas-Nebraska se estaría repudiando los fundamentos de la revolución. En su discurso de Peoria (octubre de 1854), Lincoln dijo:

Nearly eighty years ago we began by declaring that all men are created equal; but now from that beginning we have run down to the other declaration, that for some men to enslave others is a "sacred right of self-government"… Our republican robe is soiled and trailed in the dust… Let us repurify it. Let us re-adopt the Declaration of Independence, and with it, the practices, and policy, which harmonize with it… If we do this, we shall not only have saved the Union: but we shall have saved it, as to make, and keep it, forever worthy of the saving.
Hace casi ochenta años empezamos declarando que los hombres son creados iguales; pero ahora desde ese principio hemos corrido a la otra declaración, que para algunos hombres esclavizar a otros es un “derecho sagrado de autogobierno”. [...] Nuestro manto republicano está sucio y arrastrado en el suelo. [...] Vamos a readoptar la Declaración de Independencia y, con ella, las prácticas y políticas que armonizan con ella. [...] Si hacemos esto, no solo habremos salvado a la Unión: sino que la habremos protegido, así como creado y conservado, por siempre digna de salvación.

El significado de la Declaración fue un tema recurrente en los famosos debates entre Lincoln y Stephen A. Douglas en 1858. Douglas sostuvo que la frase «los hombres son creados iguales» en la Declaración se refería únicamente a los hombres blancos. Además, infirió que el propósito había sido justificar simplemente la independencia de los Estados Unidos y no proclamar la igualdad de alguna «raza inferior o degradada». Al contrario, Lincoln respondió que el lenguaje de la Declaración era deliberadamente universal y estableció un nivel moral superior al que la república estadounidense debía aspirar: «He pensado que la Declaración contempló la mejora progresiva en la condición de los hombres en todas partes». Durante el séptimo y último debate con Douglas en Alton (15 de octubre de 1858), Lincoln dijo:

I think the authors of that notable instrument intended to include all men, but they did not mean to declare all men equal in all respects. They did not mean to say all men were equal in color, size, intellect, moral development, or social capacity. They defined with tolerable distinctness in what they did consider all men created equal—equal in "certain inalienable rights, among which are life, liberty, and the pursuit of happiness." This they said, and this they meant. They did not mean to assert the obvious untruth that all were then actually enjoying that equality, or yet that they were about to confer it immediately upon them. In fact, they had no power to confer such a boon. They meant simply to declare the right, so that the enforcement of it might follow as fast as circumstances should permit. They meant to set up a standard maxim for free society which should be familiar to all, constantly looked to, constantly labored for, and even, though never perfectly attained, constantly approximated, and thereby constantly spreading and deepening its influence, and augmenting the happiness and value of life to all people, of all colors, everywhere.
Creo que los autores de ese notable instrumento pretendían incluir a todos los hombres, pero no pretendían declarar a los hombres iguales en todos los aspectos. No querían decir que los hombres fueran iguales en color, tamaño, intelecto, desarrollo moral o capacidad social. Definían con tolerable claridad lo que ellos consideraban hombres iguales en “ciertos derechos inalienables, entre los cuales están la vida, la libertad y la búsqueda de la felicidad”. Esto dijeron y esto pretendieron. No querían afirmar la falsedad evidente de que todos disfrutaban de esa igualdad o de que estaban a punto de conferirla inmediatamente. De hecho, no tenían poder para otorgar tal beneficio. Simplemente pretendieron declarar el derecho, a modo que su aplicación pudiera continuar tan rápido como las circunstancias lo permitieran. Ellos deseaban establecer un modelo superior para la sociedad libre, que debería ser conocido para cualquiera, constantemente buscado, constantemente trabajado e[,] incluso, aunque nunca perfectamente alcanzado, constantemente aproximado, y por lo tanto extendiendo y profundizando constantemente su influencia y aumentando la felicidad y el valor de la vida para las personas de todos los colores en cualquier parte [del mundo].

Según Pauline Maier, la interpretación de Douglas era exacta históricamente, pero la opinión de Lincoln finalmente prevaleció: «En manos de Lincoln, la Declaración de Independencia se convirtió [por] primer[a vez] y ante todo en un documento vivo» con «un conjunto de metas a realizarse a través del tiempo».
Al igual que Daniel Webster, James Wilson y Joseph Story antes que él, Lincoln argumentó que el acta de emancipación era un documento fundacional de los Estados Unidos y que esto tenía importantes implicaciones en la interpretación de la Constitución, que fue ratificada más de una década después de la Declaración. La Constitución no emplea la palabra «igualdad/equidad» (equality), pero Lincoln creyó que el concepto de que «los hombres son creados iguales» seguía siendo una parte de los principios fundacionales de la nación. Expresó este pensamiento en la oración inicial de su discurso de Gettysburg (1863): «Cuatro veintenas y siete años atrás [es decir, en 1776] nuestros padres produjeron, sobre este continente, una nueva nación, concebida en la libertad y dedicada a la proposición de que los hombres son creados iguales».
El punto de vista de Lincoln llegó a ser influyente y se convirtió en una guía moral para interpretar la Constitución. En 1992, Garry Wills concluyó que «para la mayoría de las personas, ahora la Declaración significa lo que Lincoln nos dijo que significa, como una manera de corregir la misma Constitución sin tumbarla». Los admiradores de Lincoln —como Harry V. Jaffa— elogiaron esta promoción. En cambio, los críticos —en particular Willmoore Kendall y Mel Bradford— manifestaron que Lincoln amplió peligrosamente las competencias del gobierno nacional y violó los derechos de las entidades federadas al tratar de proyectar la Declaración en la Constitución.

### Declaración de Seneca Falls
En julio de 1848, la primera convención de derechos de la mujer —la Convención de Seneca Falls— se celebró en esa localidad de Nueva York y fue organizada por Elizabeth Cady Stanton, Lucretia Mott, Mary Ann M'Clintock y Jane Hunt. En su «Declaración de Sentimientos» (Declaration of Sentiments) —inspirada en el acta de emancipación—, los miembros de la convención exigían igualdad social y política para las mujeres y mencionaron una lista de agravios contra ellas, similar a las acusaciones contra Jorge III. Su lema era «los hombres y mujeres son creados iguales» (all men and women are created equal) y la convención exigía el acceso al sufragio para las mujeres. El movimiento contó con el apoyo de William Lloyd Garrison y Frederick Douglass.

### En la cultura popular
La aprobación de la Declaración de Independencia fue dramatizada en una escena del musical 1776 —ganadora del premio Tony— y en la película de 1972 del mismo nombre, así como en la miniserie de televisión John Adams (2008), ganadora de cuatro Globos de Oro y trece Emmy.
En 1971, la Declaración se convirtió en el primer texto digitalizado de Michael Hart, inventor del libro electrónico y fundador del Proyecto Gutenberg.
En 1984, el monumento a los 56 signatarios de la Declaración se inauguró en los Constitution Gardens de la Explanada Nacional en Washington D. C., donde las firmas de los firmantes están talladas en piedra con sus nombres, lugares de residencia y ocupaciones.
La Declaración de Independencia (John Trumbull, 1819), una pintura exhibida en la Rotonda del Capitolio de los Estados Unidos, aparece en el dorso del billete de dos dólares (1976). A veces el óleo se describe incorrectamente como la firma de la Declaración, pero en realidad muestra al comité de redacción de cinco miembros presentando su proyecto al Congreso —evento que tuvo lugar el 28 de junio de 1776— y no la firma del documento, que ocurrió días más tarde.
En 2014 se inauguró el edificio One World Trade Center en el Bajo Manhattan, con una altura de 1776 pies (541 m) para conmemorar el año en que se firmó el acta de emancipación.